# Liste der Kulturdenkmäler in Dillenburg
Die folgende Liste enthält die in der Denkmaltopographie ausgewiesenen Kulturdenkmäler auf dem Gebiet  der  Stadt Dillenburg, Lahn-Dill-Kreis, Hessen.
Hinweis: Die Reihenfolge der Denkmäler in dieser Liste orientiert sich zunächst an Stadtteilen und anschließend der Anschrift, alternativ ist sie auch nach der Bezeichnung, der vom Landesamt für Denkmalpflege vergebenen Nummer oder der Bauzeit sortierbar.
Kulturdenkmäler werden fortlaufend im Denkmalverzeichnis des Landes Hessen durch das Landesamt für Denkmalpflege Hessen auf Basis des Hessischen Denkmalschutzgesetzes (HDSchG) geführt. Die Schutzwürdigkeit eines Kulturdenkmals hängt nicht von der Eintragung in das Denkmalverzeichnis des Landes Hessen oder der Veröffentlichung in der Denkmaltopographie ab.

## Kulturdenkmäler nach Ortsteilen

### Dillenburg (Kernstadt)
| Bild                                                                                            | Bezeichnung                                                                                          | Lage | Beschreibung | Bauzeit                                   | Objekt-Nr. |
| ----------------------------------------------------------------------------------------------- | --- | --- | --- | ----------------------------------------- | ---------- |
| Denkmal für Georg Ludwig Hartig zum 50. Jahrestag seines Todes                                  | Forstdenkmal                                                                                         | Am Forstdenkmal o. Nr. LageFlur: 28, Flurstück: 11/28 | Denkmal für Georg Ludwig Hartig auf den 50. Jahrestag seines Todes, errichtet 1886 im preußischen Regierungsbezirk Wiesbaden, Forstamt Dillenburg. Liegender Hirsch „bronziert“, auf Sandsteinsockel, Entwurf von Presber, Zeichenlehrer in Dillenburg, Ausführung in Zinkguss, von der Zinkgießerei Moritz Geiss, Berlin, abgebildet im Firmenkatalog „Zinkguß-Ornamente“ Berlin 1863, Heft 13, Tafel 1. Der Hirsch nach dem Modell des Bildhauers Christian Daniel Rauch, Berlin (1777–1857), am Eingang des Parks zu Glienicke bei Potsdam errichtet. Auf dem Sandsteinsockel stehen die Namen der Forstbeamten und die Widmung „Georg Ludwig Hartig, Prof. Dr. h.c., geb. in Gladenbach 1764, gest. in Berlin 1837, war preußischer Oberlandforstmeister, reformierte die preußische Forstwirtschaft grundlegend, war so bedeutsam wie Albrecht Daniel Thaer für die preußische Landwirtschaft.“ In Hessen sind weitere Denkmäler für Hartig aufgestellt. Kulturdenkmal aus geschichtlichen und künstlerischen Gründen. | 1886                                      | 133257 DDB |
| Erdkeller · Schalturm                                                                           | Schalturm und Erdkeller                                                                              | Am Graben o. Nr. LageFlur: 20, 46, Flurstück: 376/261, 155/4 | Gedrungener runder Schalturm mit Kegeldach. Der Turm ist Teil der Stadtbefestigung, die ab Ende des 16. Jh. unter Graf Johann VI. durchgeführt wurde. Als solcher von geschichtlicher Bedeutung und deshalb Kulturdenkmal. In seiner Umgebung sind noch Reste der Stadtmauer erhalten. Erhaltenswert sind auch die gegenüberliegenden Erdkeller. Kulturdenkmal aus geschichtlichen Gründen. | Ende 16. Jahrhundert                      | 132529 DDB |
| Güterbahnhof Dillenburg: Villenartiges Verwaltungsgebäude von 1916                              | Güterbahnhof                                                                                         | Am Güterbahnhof 19, Am Güterbahnhof LageFlur: 30, Flurstück: 1/2, 5/11, 7/37 | Westlich der Strecke villenartiges Verwaltungsgebäude von 1916 auf Quadersockel, giebelständig mit steilem Schieferdach und südlich anschließendem Güterschuppen. Kulturdenkmal aus geschichtlichen Gründen. | 1916                                      | 161993 DDB |
| Schalturm am Köppel in Dillenburg                                                               | Schalturm                                                                                            | Am Köppel, Hauptstraße 18 LageFlur: 20, Flurstück: 10, 29 | Teil der ab 1588 errichteten Stadtbefestigung. Der zur Stadt hin offene Turm schützt den nordwestlichen Bereich der Stadtmauer. Er liegt nach Norden weithin sichtbar erhöht auf dem Köppel. Kulturdenkmal aus geschichtlichen und städtebaulichen Gründen. | 1588                                      | 132542 DDB |
| Kindergarten am Zwingel                                                                         | Kindergarten                                                                                         | Am Zwingel 1 LageFlur: 21, Flurstück: 2/6 | Erbaut um 1910 im Heimatschutzstil mit Jugendstilanklängen, Fachwerkmotiven in den Giebeln und gestalteter Tür mit Türsturzinschrift „KLEINKINDERSCHULE“. Interessante Dachlandschaft durch Zwerchgiebel und Walmdachansätzen. Gut erhaltener Erker an der Südwestecke des Gebäudes. Planung im Zusammenhang mit dem Rathaus. Im rückwärtigen Bereich in jüngster Zeit um einen Neubau erweitert. Kulturdenkmal aus geschichtlichen Gründen. | 1905 bis 1915                             | 133287 DDB |
| weitere Bilder                                                                                  | Lokschuppen                                                                                          | Bahnhof Dillenburg, Bahnhofstraße 1, 3, 5, 7 LageFlur: 10, 12, Flurstück: 2/12, 3/29 | Östlich der Strecke sechzehnständiger Ringschuppen von 1913–1915 aus Backstein mit benachbartem Betriebsgebäude um 1900 bzw. dicht am Gleis Stellwerk von 1913. Kulturdenkmal aus geschichtlichen Gründen. | 1913                                      | 161965 DDB |
| Bahnhof                                                                                         | Bahnhof                                                                                              | Bahnhofstraße 7 LageFlur: 12, Flurstück: 3/29 | In den 1930er Jahren errichteter Bahnhof. Langgestreckter Baukörper mit flach geneigtem Walmdach, der von dem gestaffelten Giebel über der Eingangshalle dominiert wird. Der durch ein Gesims betonte Sockelbereich mit dem Gebäudezugang wird von vier Säulen getragen. Kulturdenkmal aus künstlerischen und städtebaulichen Gründen. | 1925 bis 1935                             | 132535 DDB |
| Postbrücke                                                                                      | Postbrücke                                                                                           | Dill (Gew. II) LageFlur: 13, Flurstück: 83/3 | Straßenbrücke über die Dill mit sehr flachem Bogen. Wangenverkleidung mit Basaltstein-Zyklopenmauerwerk und Werksteinen mit Bogenfries im Brüstungsbereich aus Tikrit. Bei den Widerlagern Aufweitung des Fahrbahnquerschnittes über Pendentivs. Betonung des Brückenscheitels mittels gusseiserner Kandelaber. Erbaut in den Jahren 1901–1902 als eines der ersten, wenn nicht sogar als erstes Bogenbauwerk im „Moniersystem“ (Zement mit Eisenstabeinlage). Kulturdenkmal aus geschichtlichen, künstlerischen, technischen und städtebaulichen Gründen. Kulturdenkmal aus geschichtlichen, künstlerischen, städtebaulichen und technischen Gründen. | 1901                                      | 137269 DDB |
| Bruchsteinbrücke über die Dill, errichtet im 18. Jh                                             | Dill-Brücke                                                                                          | Dill (Gew. II) (bei Mühlenstraße), Herwigstraße 34 LageFlur: 30, Flurstück: 12/1, 7/45 | Handwerklich sauber gefügte Bruchsteinbrücke über die Dill, errichtet noch im 18. Jh. Zwischen den Landfesten und zwei Pfeilern mit Vorköpfen spannen drei flache Bogen. Die Brücke ist Kulturdenkmal aufgrund ihrer technikgeschichtlichen Bedeutung. Kulturdenkmal aus geschichtlichen Gründen. | Ende 18. Jahrhundert                      | 132586 DDB |
| Dorotheenhütte in Dillenburg                                                                    | Dorotheenhütte                                                                                       | Dorotheenweg 4 LageFlur: 54, Flurstück: 62/6 | In Bruchstein errichteter langgestreckter Bau mit Satteldach einer ehem. Kupferhütte, heute als Lager genutzt. Der Bau ist in die erste Hälfte des 19. Jh. zu datieren. Die dem Dietzhölz-Tal zugewandten Fassaden zeigen eine symmetrische Gliederung der rundbogigen Öffnungen. Kulturdenkmal aus geschichtlichen Gründen. | Anfang 19. Jahrhundert                    | 132536 DDB |
|                                                                                                 | | Erbsengasse 1 LageFlur: 20, Flurstück: 228/1 | Fachwerkbau des frühen 18. Jh. mit ungestörtem Gefüge. Als giebelständiger Bau an der Einmündung der ehemaligen Erbsengasse in die Hauptstraße wichtiges Element des historischen Stadtgrundrisses und deshalb Kulturdenkmal. Kulturdenkmal aus städtebaulichen Gründen. | Anfang 18. Jahrhundert                    | 132537 DDB |
|                                                                                                 | | Friedrichstraße 34/36 LageFlur: 16, Flurstück: 25/2 | Der an der Ecke Auweg/Friedrichstraße gelegene Rohziegelbau aus dem Ende des 19. Jh., der dem Typus etwa eines Schulbaus entspricht, ist in dem ansonsten durch schlichte Wohnbauten charakterisierten Gebiet durch seine Gestaltungsmittel wie die turmartige Betonung der Ecke, das umlaufende Gesims und die vorgeblendeten Eckquaderungen von besonderer künstlerischer und städtebaulicher Bedeutung und deshalb Kulturdenkmal. Kulturdenkmal aus künstlerischen und städtebaulichen Gründen. | Ende 19. Jahrhundert                      | 132538     |
| weitere Bilder                                                                                  | Gesamtanlage Alter Friedhof                                                                          | Gesamtanlage Alter Friedhof LageFlur: 52, Flurstück: 100/2 | Der nördlich der Stadt auf der linken Dillseite gelegene Alte Friedhof ist eine Gesamtanlage aufgrund seiner geschichtlichen Bedeutung. Er zeichnet sich durch ein erhaltenes Portal und Grabstätten bedeutender Persönlichkeiten (u. a. Arnoldi, Familiengrab Haas) aus. Im Übrigen kommt dem Friedhof heute der Charakter einer parkartigen Anlage zu. Kulturdenkmal aus geschichtlichen Gründen. |                                           | 132527 DDB |
| Gesamtanlage Bismarckstraße                                                                     | Gesamtanlage Bismarckstraße                                                                          | Gesamtanlage Bismarckstraße LageFlur: 15, Flurstück: 3, 4, 5, 6, 7 | Es wurde hier ein Teilbereich der in Hanglage der linken Dill-Ufer-Seite befindlichen Bismarckstraße als Gesamtanlage ausgewiesen. Es handelt sich um eine Wohnbebauung mit freistehenden Bauten, die in der Zeit nach 1900 errichtet wurden. Die Bauten zeichnen sich durch ihren Materialreichtum (Bruchsteinsockel, verschieferte Flächen, Fachwerkbauteile, teilweise noch historisierende Werksteingliederung) und die malerische Gestaltung der Baukörper mit Ecktürmchen, Erker und Quergiebel aus. Die Gesamtanlage hat geschichtliche und künstlerische Bedeutung. Gebäude innerhalb der Gesamtanlage sind folgende: Bismarckstraße 20, 22, 24, 26 und 28. Kulturdenkmal aus geschichtlichen und künstlerischen Gründen. | Anfang 20. Jahrhundert                    | 132528 DDB |
| Bild gesucht BW                                                                                 | Gesamtanlage Dillenburg                                                                              | Gesamtanlage Dillenburg Lage | Die Gesamtanlage Dillenburg besteht aus drei Teilbereichen. Der 1. Teilbereich umfasst den Schlossberg mit Kirchberg, die Hauptstraße, die Marbachstraße und die Marktstraße. Der 2. Teilbereich umfasst den Hüttenplatz. Der 3. Teilbereich umfasst die Wilhelmstraße mit Wilhelmsplatz und Untertor sowie die Sachgesamtheit Wilhelmstraße 4–24. Die drei Teilbereiche sind bei den folgenden 3 Objekten beschrieben. |                                           | 132524 DDB |
| Gesamtanlage Schlossberg mit Kirchberg, Hauptstraße, Marbachstraße, Hintergasse und Marktstraße | Gesamtanlage Schlossberg mit Kirchberg, Hauptstraße, Marbachstraße, Hintergasse und Marktstraße      | Lage | Der südliche Bereich des Schlossberges ist seit der Zeit um 1900 Wohngebiet mit einer villenartigen Bebauung. Herausragender Bau unter diesen Villen, die sich die bevorzugte Lage des Schlossbergs zu eigen machten, ist die neobarocke Grün'sche Villa, die auch als Kulturdenkmal geschützt ist. Zur Stadt hin ist neben dem bereits erwähnten Wilhelmsturm das unmittelbar mit einer Stützmauer aufsteigende Stockhaus aus der ersten Hälfte des 19. Jh. von Bedeutung. Ebenfalls schon angeführt wurde die fortdauernde städtebauliche Funktion der Stützmauern des Burgbergs und des Kirchbergs. An die Stützmauer des Kirchberges lehnt sich eine Bebauung unmittelbar an. Wohl auf die Zeit um 1900 geht der Treppenweg zurück, der Kirchberg und mittlere Hauptstraße miteinander verbindet. An der Einmündung des Treppenwegs in die Hauptstraße befindet sich ein Rohziegelbau derselben Zeit, der sich maßstäblich gut einfügt. Die Hauptstraße zeichnet sich durch ihren gewundenen, dem Schlossberg folgenden Verlauf aus, der einzelnen Bauten immer wieder eine besondere Funktion als Blickfang zuweist. Besonders zu erwähnen in diesem Zusammenhang ist die Baugruppe Hauptstraße 53–63. Die Gesamtanlage reicht im Bereich der Hintergasse bis ans Dill-Ufer vor. Es sind hier noch Teile der historischen Uferbefestigung erhalten. Seinen Abschluss findet dieser Bereich der Gesamtanlage in dem an der Dill gelegenen Rundturm der Stadtbefestigung. Der folgende Uferbereich ist aufgrund zahlreicher Störungen durch unmaßstäbliche Bauten aus der Gesamtanlage aus gespart. Bis zur Dill reicht allerdings der Bereich Marktstraße der Gesamtanlage. In der Blickrichtung von Nordosten liegt der 1595 datierte Bau Kirchberg 24 in der verlängerten Achse der Marktstraße und unterstreicht dessen Wichtigkeit im Stadtbild. Gebäude innerhalb der Gesamtanlage sind folgende: Am Zwingel 2 Erbsengasse 1 (KD) Hauptstraße 2–114 3–103 Hintergasse 2–8 5–11 Kirchberg 2/4–28 1, 3 (KD), 5, 7, 9, 11, 13 Marbachstraße 2–12, 18 (KD), 20–40 1, 5–9 Marktstraße 2–18 1–21, 21a Rathausstraße 2–6 Schlossberg 2–8, 18, 20 (KD) 3 (KD) Violinengässchen Gesamt. Kulturdenkmal aus geschichtlichen und städtebaulichen Gründen. | 15. bis 18. Jahrhundert                   | DDB        |
| Gesamtanlage Hüttenplatz                                                                        | Gesamtanlage Hüttenplatz                                                                             | Lage | Sowohl die historische Bedeutung des Hüttenplatzes als ältestes städtisches Siedlungsgebiet in der Talniederung als auch die Dichte herausragender Fachwerkbauten wurden schon dargestellt. Besonderer Sorgfalt bedarf neben der Instandsetzung von Einzelbauten die Behandlung der Übergänge zur Hauptstraße und zum Wilhelmsplatz nach Westen, nach Osten zur Maibachstraße, die mit Scheunen, Gewerbebetrieben und schlichten Wohnbauten am ehesten Gefahr läuft, ihre historische Charakteristik zu verlieren. Gebäude innerhalb der Gesamtanlage sind folgende: Hüttenplatz 2–26 1–25 Kulturdenkmal aus geschichtlichen Gründen. | 16. bis 17. Jahrhundert                   | DDB        |
| weitere Bilder                                                                                  | Gesamtanlage Bereich Wilhelmstraße mit Wilhelmsplatz und Untertor, Sachgesamtheit Wilhelmstraße 4–24 | Lage | Der letzte Teilbereich der zusammenhängenden Gesamtanlage Dillenburg des rechten Dillufers umfasst barocke Stadterweiterungen. Die ursprüngliche Bebauung des dreiseitigen Wilhelmplatzes wird durch eine qualitätvolle Bebauung des frühen 20. Jhs. ergänzt, die den Platzraum geschlossen begrenzt oder als Solitär z. B. den Übergang zur unteren Hauptstraße prägt. Die Gesamtanlage am Untertor schließt die 1902 neu errichtete Dillbrücke mit ein. In der Wilhelmstraße ist besonders auf die Behandlung der Gartenflächen hinzuweisen. Das sind einmal die sich der ursprünglichen Bebauung der Wilhelmstraße anschließenden Gärten sowie der Bereich des ehemaligen Hofgartens, der trotz der teilweisen Überbauung mit Schulbauten um 1900 noch als solcher erkennbar ist. Der südöstliche Grenzbereich war früher der Platz der Fasanerie und hat heute die Flurbezeichnung „Am Fasanenberg“. Er bildet eine sinnvolle topografische und stadtbaugeschichtliche Einheit mit dem Areal des barocken Hofgartens und eine Funktionseinheit mit dem heutigen Hessischen Landgestüt Dillenburg. Die Sachgesamtheit Wilhelmstraße 4–24 umfasst die Reihe der insgesamt elf Typenbauten, die nach einem Entwurf von Johann Friedrich Sckell von 1768 auf der westlichen Seite der Wilhelmstraße errichtet wurden, und den südlich sich anschließenden nassau-oranischen Marstall, heute Hessisches Landesgestüt, der zu derselben Zeit errichtet wurde und eine gestalterische Einheit mit den übrigen Bauten der Wilhelmstraße bildet. Letztere sind traufständige, in Bruchstein errichtete und ursprünglich verputzte Bauten, die in ihrer Breite mit fünf, sieben und neun Achsen variieren. Die Gebäudemitte ist durch einen flachen Mittelrisalit, Dreiecksgiebel oder Zwerchhaus hervorgehoben. Die Zugänge werden über dreistufige Freitreppen erreicht, unter den Türen sticht Nr. 6 mit reichen Rokokoformen her vor. Von den äußeren Bauteilen sind noch besonders zu erwähnen die teilweise erhaltenen Fensterkörbe oder auch der Brunnen an der Rückfront von Nr. 16. Im Inneren sind fast alle der für Regierungsbeamte errichteten Gebäude mit Stuckdekorationen versehen, wobei die Gebäude Nr. 16, 20 und 24 durch ihren Formenreichtum des Spätrokoko hervorstechen. Die zugehörige Gartengestaltung der Bauten, von der noch Terrassierungen, Einfriedungen oder Pavillons erhalten sind, ist auch Teil der Gesamtanlage Wilhelmstraße. Das Zentrum des ehemaligen nassau-oranischen Marstalls ist die über einem T-förmigen Grundriss errichtete Reithalle von 1769. Die Straßenfront wird von einem Portalrisalit mit Quaderlisenen und einem abschließenden Dreiecksgiebel dominiert. Zwischen Reithalle und Wilhelmstraße 24 das langgestreckte eingeschossige Stallgebäude des späten 18. Jhs., das ebenfalls Teil der Sachgesamtheit ist. Zusammen mit einem Flügelbau von Wilhelmstraße 24 entsteht ein Hof von eindrucksvoller Geschlossenheit. Wilhelmstraße 4–24 und Marstall sind zudem Kulturdenkmale aufgrund ihrer geschichtlichen, künstlerischen und städtebaulichen Bedeutung. Kulturdenkmal aus geschichtlichen, künstlerischen und städtebaulichen Gründen. | Mitte des 18. bis Anfang 20. Jahrhunderts | DDB        |
|                                                                                                 | | Hauptstraße 3, 5, 7 LageFlur: 20, Flurstück: 53/1, 54/2, 55 | Eindrucksvolle Baugruppe am Ende der oberen Hauptstraße. Die Gebäude Nr. 5 und 7 mit künstlerisch wertvollem Fachwerk des 18. Jh., z. T. unter Putz. Gebäude Nr. 3 im 19. Jh. überformt, im Dach mit einem schönen Belvedere, das heute von wichtiger Funktion für den Zugang zum historischen Stadtgebiet am ehem. Obertor ist. Kulturdenkmal aus geschichtlichen und städtebaulichen Gründen. | 1800                                      | 132539 DDB |
|                                                                                                 | | Hauptstraße 18/20 LageFlur: 20, Flurstück: 28/2, 29 | Dreigeschossige langgestreckte Fachwerkgruppe mit Mansarddach, die Fachwerkglieder z. T. mit reichem Schnitzwerk. Gebäude Nr. 18 wurde unmittelbar an der Stadtmauer errichtet und enthält noch deren Teile. Kulturdenkmal aufgrund seiner geschichtlichen und städtebaulichen Bedeutung als den Stadteingang am ehemaligen Obertor formender Bau. Kulturdenkmal aus geschichtlichen und städtebaulichen Gründen. | 18. Jahrhundert                           | 132541 DDB |
| weitere Bilder                                                                                  | Rathaus                                                                                              | Hauptstraße 19 LageFlur: 20, Flurstück: 139 | Dreigeschossiger Bau an der Einmündung der Marbachstraße in die obere Hauptstraße (ursprünglich als Straßenmarkt genutzter Bereich). Dem massiven Unterbau folgt ein aufgestocktes Fachwerkgeschoss und das hohe Mansarddach mit Haubendachreiter und Zwerchhaus an den Schmalseiten. Der 1724 nach dem vorangegangenen Stadtbrand neu errichtete Bau ist Kulturdenkmal. Kulturdenkmal aus geschichtlichen und städtebaulichen Gründen. | 1724                                      | 132543 DDB |
|                                                                                                 | | Hauptstraße 21/23 LageFlur: 20, Flurstück: 140, 141/2 | Giebelständiger, zweigeteilter Fachwerkbau aus der ersten Hälfte des 18. Jahrhunderts. Früher verputzt und in jüngster Zeit saniert, ordnet er sich in die Gruppe der stattlichen Fachwerkbauten aus derselben Zeit in der oberen Hauptstraße ein. Das Fachwerkgefüge der oberen Geschosse ist ungestört. Der Bau ist durch seine Lage unmittelbar neben dem Rathaus ausgezeichnet. Kulturdenkmal aufgrund seiner geschichtlichen Bedeutung. Kulturdenkmal aus geschichtlichen Gründen. | Anfang 18. Jahrhundert                    | 133235 DDB |
|                                                                                                 | | Hauptstraße 22/24 LageFlur: 20, Flurstück: 30, 31 | Zweigeteilter giebelständiger Fachwerkbau in den Formen der Zeit um 1700. Neben seiner Bedeutung als Dokument einer historischen Epoche ist der Bau gegenüber der Einmündung der Hintergasse in die Hauptstraße auch städtebaulich wertvoll. Bemerkenswert sind weiter die sehr breitgelagerten Proportionen und die Diagonalstreben in den Brüstungsgefachen als Schmuckform. Kulturdenkmal aus geschichtlichen und städtebaulichen Gründen. | 1695 bis 1705                             | 132544 DDB |
|                                                                                                 | | Hauptstraße 25 LageFlur: 20, Flurstück: 141/1, 142/2 | Der zweigeschossige giebelständige Fachwerkbau der ersten Hälfte des 18. Jh. zeichnet sich durch den Reichtum seiner Schmuckformen in den Gefachen aus: geschweifte diagonale Streben mit Nasen, Feuerböcke mit Rosetten. Kulturdenkmal aus geschichtlichen, künstlerischen und städtebaulichen Gründen. | Anfang 18. Jahrhundert                    | 132545 DDB |
|                                                                                                 | | Hauptstraße 26 LageFlur: 20, Flurstück: 33/1 | Dreigeschossiger Fachwerkbau der ersten Hälfte des 18. Jh. mit Mansarddach. In Gebäudemitte ein Zwerchhaus mit abschließendem Dreiecksgiebel mit Ochsenauge. Von der künstlerischen Ausgestaltung des Baus ist besonders die variierende Behandlung der Ständer hervorzuheben: Pfeiler, gedrehte und kannelierte Säulen und Rankenmotive wechseln einander ab. Im Erdgeschoss qualitätvoller Ladeneinbau des späten 19. Jh. Kulturdenkmal aus künstlerischen Gründen. | Anfang 18. Jahrhundert                    | 132546 DDB |
|                                                                                                 | | Hauptstraße 30/32 LageFlur: 20, Flurstück: 41/3 | Zweigeteilter giebelständiger Fachwerkbau der ersten Hälfte des 18. Jh. Der Bau ist verputzt, es zeichnen sich aber deutlich Geschossüberstände ab; die oberen Geschosse zeigen eine das Gefüge noch nicht störende Fensterdisposition, so dass dieser von stattlichen Proportionen geprägte Bau sicher noch ein wertvolles Fachwerkgefüge der Entstehungszeit aufweist. Kulturdenkmal aus geschichtlichen Gründen. | Anfang 18. Jahrhundert                    | 132547 DDB |
|                                                                                                 | | Hauptstraße 31 LageFlur: 20, Flurstück: 185/8 | Dreigeschossiger giebelständiger Fachwerkbau der ersten Hälfte des 18. Jh. mit Krüppelwalmdach mit einem weit ausladenden gesprengten Dachgesims. Der Bau zeichnet sich durch den Reichtum seiner Schmuckelemente wie Gefachzierformen, Eckständer mit Pfeilern, Bundpfosten mit geschnitzten Weinranken, vielfach profilierter Geschossversatz vom ersten zum zweiten Obergeschoss sowie durch die insgesamt symmetrische Konzeption des Giebels aus. Kulturdenkmal aus künstlerischen Gründen. | Anfang 18. Jahrhundert                    | 132548 DDB |
| Dillenburg, Hauptstraße 33/35                                                                   | | Hauptstraße 33/35 LageFlur: 20, Flurstück: 183/1, 184/2, 184/3 | Verputzter giebelständiger Fachwerkbau der ersten Hälfte des 18. Jh. Der Bau ist in seinen Proportionen vergleichbar mit Hauptstraße 25/27; ein Fachwerk ähnlicher Qualität ist zu erwarten. Dem Bau kommt überdies am Beginn der straßenmarktartigen Aufweitung der Hauptstraße eine besondere städtebauliche Bedeutung zu. Kulturdenkmal aus geschichtlichen und städtebaulichen Gründen. | Anfang 18. Jahrhundert                    | 132549 DDB |
|                                                                                                 | | Hauptstraße 34 LageFlur: 20, Flurstück: 41/3 | Im Kern ein Fachwerkbau der ersten Hälfte des 18. Jh., der seinen besonderen Wert durch seine Lage in der verlängerten Flucht der abknickenden oberen Hauptstraße und der gleichzeitigen Einmündung der Marbachstraße erhält. Kulturdenkmal aus städtebaulichen Gründen. | Anfang 18. Jahrhundert                    | 132550 DDB |
|                                                                                                 | | Hauptstraße 38 LageFlur: 20, Flurstück: 226/7 | Unterhalb der Kirchbergsmauer und an der Gabelung Hauptstraße/Marbachstraße städtebaulich ähnlich markant gelegen wie Hauptstraße 34. Besondere historische Bedeutung kommt dem Bau durch seine Lage am Zusammentreffen von Hauptstraße und der ehemaligen Erbsengasse mit dem erhaltenen Bau Nr. 1 zu. Kulturdenkmal aus geschichtlichen und städtebaulichen Gründen. |                                           | 132551 DDB |
|                                                                                                 | | Hauptstraße 42 LageFlur: 20, Flurstück: 225 | Stattlicher giebelständiger Fachwerkbau mit kleinem Krüppelwalm, erste Hälfte 18. Jh. Hervorzuheben ist die Folge von übereinanderstehenden Mannformen in Giebelmitte, die über der Kehlbalkenlage von einem Feuerbock abgeschlossen wird. Über dem ersten Obergeschoss kragen profilierte Stichbalkenenden leicht vor. In den Eckständern befinden sich zwischen Volutenformen kleine Säulen, im ersten Obergeschoss in gedrehter Form. Kulturdenkmal aus geschichtlichen und künstlerischen Gründen. | Ende 18. Jahrhundert                      | 132552 DDB |
| weitere Bilder                                                                                  | | Hauptstraße 44 LageFlur: 20, Flurstück: 224 | Erst mit der Aufstockung im 19. Jahrhundert wurden zwei eigenständige Fachwerkgebäude des frühen 18. Jahrhunderts zusammengefasst und erhielte ein gemeinsames Walmdach. Der linke Gebäudeteil muss aufgrund der über Eck gestellten Säulenprofilierung an den Eckständern vor dem direkt anschließenden breiteren Gebäude entstanden sein, wobei beide sehr wahrscheinlich zur Straße hin mit einem Giebel abschlossen. Erstes und zweites Obergeschoss mit dem in Dillenburg vorherrschende Sichtfachwerk mit ausgeprägter Mannfiguration. Das später aufgesetzte 3. Obergeschoss mit riegellosem Sparfachwerk, das wohl nicht auf Sicht konzipiert worden war. Im linken Teil ein Ladeneinbau des 19. Jh. mit kannelierten, gusseisernen Säulen mit Kompositkapitellen. Kulturdenkmal aus geschichtlichen Gründen. | Anfang 18. Jahrhundert                    | 178958 DDB |
|                                                                                                 | | Hauptstraße 45 LageFlur: 20, Flurstück: 172/3 | Im Kern Fachwerkbau der ersten Hälfte des 18. Jh., der durch seine Lage in einem Knickpunkt der Hauptstraße und an der Einmündung einer zum Rathaus führenden Gasse städtebaulich bedeutsam ist. Im Detail vergleichbar mit Hauptstraße 42: in den Eckständern im ersten Obergeschoss gedrehte, darüber schlanke Säulen mit Schaftring. Auch die zur Gasse gelegene Traufseite mit profiliertem Geschossübergang. Kulturdenkmal aus geschichtlichen und städtebaulichen Gründen. | Anfang 18. Jahrhundert                    | 132553 DDB |
| weitere Bilder                                                                                  | | Hauptstraße 48 LageFlur: 20, Flurstück: 187 | Kopfbau des zwischen Hauptstraße und unterem Kirchberg gelegenen Baublocks. Dreigeschossig, verputzt, mit hohem Mansarddach. An der zum Kirchberg gelegenen Längsseite zeichnen sich deutlich Geschossüberstände eines Fachwerkbaus ab, der in die erste Hälfte des 18. Jh. zu datieren ist. Kulturdenkmal aus geschichtlichen und städtebaulichen Gründen. | Anfang 18. Jahrhundert                    | 132554 DDB |
| weitere Bilder                                                                                  | | Hauptstraße 50 LageFlur: 20, Flurstück: 188 | Schmaler Fachwerkbau der ersten Hälfte des 18. Jh., der nach dem Bau Nr. 48 wieder die Giebelständigkeit aufnimmt. Die Eckständer der oberen Geschosse mit schlanken Säulen zwischen Volutenformen. Kulturdenkmal aus geschichtlichen und städtebaulichen Gründen. | Anfang 18. Jahrhundert                    | 132555 DDB |
|                                                                                                 | | Hauptstraße 52/54 LageFlur: 20, Flurstück: 189, 190 | Zweigeteiltes giebelständiges Fachwerkgebäude der ersten Hälfte des 18. Jh. von stattlichen Ausmaßen. Der Bau ist verputzt. Allerdings lassen die sichtbaren Eckpfosten von Nr. 52 mit geschnitzten Eichenlaubmotiven ein wertvolles Sichtfachwerk der Entstehungszeit erwarten. Kulturdenkmal aus geschichtlichen und städtebaulichen Gründen. | Anfang 18. Jahrhundert                    | 132556 DDB |
|                                                                                                 | | Hauptstraße 53, 55, 57 LageFlur: 21, Flurstück: 16/4, 17/3 | An der Einmündung der Hintergasse in die Hauptstraße gelegener verputzter Fachwerkbau der ersten Hälfte des 18. Jh. Die sichtbaren Geschossüberstände lassen ein qualitätsvolles Gefüge der Entstehungszeit erwarten. Es schließen sich drei vergleichbare Bauten an, die Teil der Gesamtanlage in der Hauptstraße sind. Kulturdenkmal aus geschichtlichen und städtebaulichen Gründen. | Anfang 18. Jahrhundert                    | 132557 DDB |
|                                                                                                 | | Hauptstraße 70, 72, 74, 76 LageFlur: 20, Flurstück: 208, 209, 210, 211, 213 | Tiefgestaffelte Baugruppe, die bis nahe an die Stützmauer des Kirchbergs her anreicht. Im vorderen Bereich ein Fachwerkbau des 18. Jh., während im hinteren Abschnitt die Kernsubstanz noch bis ins 16. Jh. zurückreicht. Der Bau ist Kulturdenkmal aufgrund seiner geschichtlichen Bedeutung. Er ist zudem von besonderem wissenschaftlichem Wert für die Erforschung der Stadtgeschichte. Kulturdenkmal aus geschichtlichen und wissenschaftlichen Gründen. | 18. Jahrhundert                           | 132558 DDB |
|                                                                                                 | | Hauptstraße 75 LageFlur: 21, Flurstück: 43/2 | Giebelständiger dreigeschossiger Fachwerkbau des frühen 18. Jh. mit Zwergwalm. Der Bau zeigt eine Gleichwertigkeit von Giebel- und Traufseite mit umlaufend profiliertem Geschossüberstand. Die Eckständer an der Hauptstraße sind mit reichen Rankenschnitzereien versehen. Kulturdenkmal aus geschichtlichen, künstlerischen und städtebaulichen Gründen. | Anfang 18. Jahrhundert                    | 132559 DDB |
| weitere Bilder                                                                                  | | Hauptstraße 83 LageFlur: 21, Flurstück: 58/1 | Markant gelegener Fachwerkbau des 18. Jh. an der Ecke Marktstraße/Hauptstraße. Trotz weitgehender Eingriffe in die Bausubstanz bei einer vorgenommenen Umnutzung zeigt der Bau nach außen das typische Gefüge eines Fachwerkbaus der Entstehungszeit mit reichen Schmuckformen, dem zudem im städtebaulichen Kontext eine besondere Bedeutung zukommt. Kulturdenkmal aus geschichtlichen, künstlerischen und städtebaulichen Gründen. | 1800                                      | 132560 DDB |
|                                                                                                 | | Hauptstraße 92/94 LageFlur: 21, Flurstück: 185, 186 | Markant gelegener Fachwerkbau des 18. Jh. an der Ecke Marktstraße/Hauptstraße. Trotz weitgehender Eingriffe in die Bausubstanz bei einer vorgenommenen Umnutzung zeigt der Bau nach außen das typische Gefüge eines Fachwerkbaus der Entstehungszeit mit reichen Schmuckformen, dem zudem im städtebaulichen Kontext eine besondere Bedeutung zukommt. Kulturdenkmal aus geschichtlichen und städtebaulichen Gründen. | 1695 bis 1705                             | 132561 DDB |
|                                                                                                 | | Hauptstraße 102 LageFlur: 21, Flurstück: 179/4 | Stattlicher Bau eines Kaufmanns, die Geschosse heute vollständig zu Wohnzwecken genutzt. Die ursprünglich vollkommen ungeteilte Nutzung der oberen Geschosse als Lagerfläche ging dabei verloren. Die Obergeschosse des Fachwerkbaus zeigen die Verstrebung mit sich kreuzenden Kopf- und Fußbändern, wie sie seit 1500 gebräuchlich ist. Fensterformate und das Schalgesims gehen auf barocke Veränderungen zurück. Der über einem massiven Sockelbereich mit gewölbtem Keller errichtete Bau liegt hinter der Flucht der übrigen Bauten der Hauptstraße und verdeutlicht so eine ältere Bebauungslinie in der Dill-Niederung. Kulturdenkmal aus geschichtlichen Gründen. |                                           | 132562 DDB |
|                                                                                                 | | Hauptstraße 103 LageFlur: 21, Flurstück: 94 | Traufständiger Fachwerkbau mit Zwerchhaus am Übergang von der Hauptstraße zum Wilhelmsplatz. Er ist wohl als Teil der ab dem Beginn des 18. Jh. erfolgten regelmäßigen Bebauung des Wilhelmsplatzes zu sehen. Hervorzuheben sind die ursprüngliche Gestaltung des Erdgeschosses mit hochliegendem Kellerraum in Fachwerk und die beiden Fenstererker des Obergeschosses. Kulturdenkmal aus geschichtlichen, künstlerischen und städtebaulichen Gründen. | Anfang 18. Jahrhundert                    | 132563 DDB |
| weitere Bilder                                                                                  | | Hindenburgstraße 4 LageFlur: 13, Flurstück: 45/2 | Zweigeschossiger traufständiger Wohnbau mit Zwerchhaus. Der in Bruchstein errichtete Bau weist klassizistische Züge auf in der Axsialität der Fensteröffnungen und der insgesamt symmetrischen Fassadengliederung. Der Bau ist charakteristisch für die frühe Phase der Stadterweiterung auf der linken Dillufer-Seite in der zweiten Hälfte des 19. Jh. Kulturdenkmal aus geschichtlichen Gründen. | 1845 bis 1855                             | 132564 DDB |
| weitere Bilder                                                                                  | | Hindenburgstraße 11 LageFlur: 13, Flurstück: 14/2 | 1889 datierter villenartiger Bau auf der linken Dillufer-Seite. Der geputzte Bau hebt sich durch seine malerische Gliederung, etwa durch einen polygonalen Eckturm mit spitzem Haubenhelm, und seine reiche Werksteingliederung (z. B. Eckquaderung, Fenstergewände, Giebelbekrönung) hervor. Die Einfriedigung des Grundstücks ist noch ursprünglich. Als gründerzeitlicher Bau Kulturdenkmal aufgrund seiner geschichtlichen Bedeutung. Kulturdenkmal aus geschichtlichen Gründen. | 1889                                      | 132565 DDB |
| weitere Bilder                                                                                  | | Hindenburgstraße 14 LageFlur: 13, Flurstück: 36/1 | Großbürgerliche Villa, errichtet 1886 von Jakob Landfried im Zuge der Stadterweiterung auf der linken Dillufer-Seite. Die in gelben Blendziegeln gehaltene Fassade wird von an der Neorenaissance orientierten Werksteinformen gegliedert. Im Innern besitzen mehrere Räume Decken- und Wandstuck. Heute Sitz des Katasteramtes. Kulturdenkmal aus geschichtlichen, künstlerischen und städtebaulichen Gründen. | 1886                                      | 132566 DDB |
| weitere Bilder                                                                                  | | Hintergasse 1 LageFlur: 20, Flurstück: 56/1, 56/2 | Im Kern barocker Fachwerkbau mit schöner klassizistischer Tür. Der Bau ist als letzter Teil der historischen Bebauung der Hintergasse von geschichtlicher Bedeutung. Der Bau ist Teil der Baugruppe Hauptstraße 3–7, die städtebaulich den Stadtzugang an der oberen Hauptstraße bewältigt. Kulturdenkmal aus geschichtlichen und städtebaulichen Gründen. |                                           | 132567 DDB |
| Hofgartentor                                                                                    | Hofgartentor                                                                                         | Hofgarten o. Nr. LageFlur: 22, Flurstück: 13/5 | Im Südosten des ehemaligen Hofgartenbereichs zwischen zwei gequaderten Pfosten ein schmiedeeisernes Tor aus der ersten Hälfte des 18. Jh. Es ist Kulturdenkmal aufgrund seiner geschichtlichen und künstlerischen Bedeutung. | Anfang 18. Jahrhundert                    | 132601 DDB |
| Hofgartenmauer                                                                                  | Hofgartenmauer                                                                                       | Hofgartenstraße o. Nr. LageFlur: 22, Flurstück: 10/6 | Nördliche Begrenzungsmauer des ehemaligen Hofgartens und dem angrenzenden Gelände der ehemaligen Bergschule und der Oberförsterei. In der Mauer aus Bruchstein befinden sich noch zwei Pilaster aus Quadersteinen mit Kämpferprofil der ehemaligen Torfassung. Vermutlich um 1718/19 von Fürst Wilhelm von Nassau und Dillenburg errichtet. Kulturdenkmal aus geschichtlichen Gründen. | 1718                                      | 133258 DDB |
| weitere Bilder                                                                                  | Ehemaliges Archiv                                                                                    | Hofgartenstraße 1 LageFlur: 22, Flurstück: 3/8 | 1764–66 errichtetes ehemaliges Archivgebäude, in verputztem Bruchstein errichteter zweigeschossiger Bau mit Mansarddach. Gliederung des Baukörpers durch gequaderte Ecklisenen, schmalen Mittelrisalit mit Dreiecksgiebel. In Firstmitte eine offene achteckige Haubenlaterne. Kulturdenkmal aus geschichtlichen, künstlerischen und städtebaulichen Gründen. | 1764                                      | 132533 DDB |
|                                                                                                 | | Hüttenplatz 7 LageFlur: 21, Flurstück: 84/1 | Traufständiger Fachwerkbau der ersten Hälfte des 18. Jh. mit hohem Zwerchhaus. Der Bau ist ein wichtiges Verbindungsglied zwischen Hüttenplatz und der jüngeren Bebauung der Maibachstraße. Kulturdenkmal aus geschichtlichen und städtebaulichen Gründen. | Anfang 18. Jahrhundert                    | 132568 DDB |
|                                                                                                 | | Hüttenplatz 10 LageFlur: 21, Flurstück: 105/2 | Giebelständiger zweigeschossiger Fachwerkbau am nördlichen Rand des Hüttenplatzes. Der sehr enggefügte Rähmbau an den Eckständern mit sich kreuzenden Kopf- und Fußstreben ist noch dem 16. Jh. zuzuweisen. Kulturdenkmal aus geschichtlichen Gründen. | 16. Jahrhundert                           | 132569 DDB |
| weitere Bilder                                                                                  | | Hüttenplatz 12 LageFlur: 21, Flurstück: 112/4 | Den Hüttenplatz dominierender dreigeschossiger Fachwerkbau mit steilem Walmdach. Errichtet Ende des 17. Jh. Der Bau hebt sich durch sein Volumen, die Axsialität der Fassade und das reiche Schnitzwerk hervor. Kulturdenkmal aus geschichtlichen, künstlerischen und städtebaulichen Gründen. | Ende 17. Jahrhundert                      | 132570 DDB |
| weitere Bilder                                                                                  | | Hüttenplatz 13 LageFlur: 21, Flurstück: 112/4 | Zweigeteiltes, giebelständiges Fachwerkgebäude. Ehemals verputzt bzw. verkleidet ließen Geschossüberstände, Proportionen und Fensterdisposition sowie die Lage am Hüttenplatz schon vor der Sanierung Fachwerkgefüge zumindest des 17. Jh. erwarten. Kulturdenkmal aufgrund seiner geschichtlichen Bedeutung. Kulturdenkmal aus geschichtlichen Gründen. | 17. Jahrhundert                           | 132571 DDB |
| weitere Bilder                                                                                  | | Hüttenplatz 14 LageFlur: 21, Flurstück: 114/1–3 | Ehemals zweigeteilter Bau, der ursprünglich wohl als Wirtschaftsbau errichtet wurde. Die Traufseite mit über zwei Geschosse reichenden Streben. Eckständer zum Hüttenplatz als Säule. Der Bau liegt an einer den Hüttenplatz von Südosten her erschließenden Gasse. Kulturdenkmal aus geschichtlichen und städtebaulichen Gründen. |                                           | 132572 DDB |
|                                                                                                 | | Hüttenplatz 16 LageFlur: 21, Flurstück: 116/3 | Ehemals zweigeteilter Bau, der ursprünglich wohl als Wirtschaftsbau errichtet wurde. Die Traufseite mit über zwei Geschosse reichenden Streben. Eckständer zum Hüttenplatz als Säule. Der Bau liegt an einer den Hüttenplatz von Südosten her erschließenden Gasse. Kulturdenkmal aus geschichtlichen und städtebaulichen Gründen. | 1600                                      | 132573 DDB |
|                                                                                                 | | Hüttenplatz 19 LageFlur: 21, Flurstück: 131/11 | Traufständiger, über einem Bruchsteinsockel mit Keller errichteter Fachwerkbau noch des 18. Jh. Die Fachwerkgeschosse senkrecht verbrettert bzw. verschiefert. Reizvoll die den Eingang erschließende Freitreppe und die von zwei schlanken barocken Holzsäulen getragene Podestüberdachung. Kulturdenkmal aus geschichtlichen, künstlerischen und städtebaulichen Gründen. | Ende 18. Jahrhundert                      | 132574 DDB |
| weitere Bilder                                                                                  | | Hüttenplatz 20 LageFlur: 21, Flurstück: 129/1 | Verputzter Fachwerkbau mit ungestörtem Gefüge, der zumindest in die Zeit um 1700 zu datieren ist. Über den wohl mit durchgehenden Ständern aufgeschlagenen unteren Bereich ist ein weiteres Geschoss aufgestockt. Eine vorkragende Gebäudeecke wird von zwei Bügen getragen, die in Form von Drachenköpfen geschnitzt sind. Zum Hüttenplatz hin ein Zwerchhaus. Der geschichtlich bedeutsame Bau im Nahtbereich zwischen Hüttenplatz und Untertor ist auch städtebaulich wertvoll. Kulturdenkmal aus geschichtlichen und städtebaulichen Gründen. | 1695 bis 1705                             | 132575 DDB |
|                                                                                                 | | Hüttenplatz 24 LageFlur: 21, Flurstück: 119 | Dreigeschossiger verputzter Fachwerkbau. Er ist Teil einer traufständigen Baugruppe, die entlang des Mühlbaches errichtet wurde. In seinen Proportionen vergleichbar Hüttenplatz 25, der um 1700 zu datieren ist. Kulturdenkmal aus geschichtlichen und städtebaulichen Gründen. | 1695 bis 1705                             | 132576 DDB |
|                                                                                                 | | Hüttenplatz 25 LageFlur: 21, Flurstück: 120 | Traufständiger dreigeschossiger Fachwerkbau mit mittigem Zwerchhaus. Der Rähmbau mit profilierten Schwellen, den durch Knaggen, hohe Fußbänder und Halsriegel ausgesteiften Eck- und Bundständern ist in die Zeit um 1700 zu datieren. Im Inneren Stuckdekoration der Entstehungszeit. Kulturdenkmal aus geschichtlichen und städtebaulichen Gründen. | 1695 bis 1705                             | 132577 DDB |
| Wasserwerk                                                                                      | Wasserwerk                                                                                           | Im Gründchen o. Nr. LageFlur: 46, Flurstück: 211/19 | Westlich des Stadtkerns auf einer Anhöhe gelegener kleiner Funktionsbau von quadratischem Umriss, Zeltdach. Bemerkenswert die Gestaltung der Eingangsseite mit einem archaisch anmutenden Säulenpaar. Der wohl um 1930 errichtete Bau ist Kulturdenkmal. Kulturdenkmal aus geschichtlichen und künstlerischen Gründen. | 1925 bis 1935                             | 132530 DDB |
|                                                                                                 | | Kirchberg 1 LageFlur: 20, Flurstück: 235/2 | Zweigeschossiger traufständiger Fachwerkbau der ersten Hälfte des 18. Jh. Die Traufseiten mit profilierten Schwellen, in den Gefachen Zierformen wie Rauten oder geschwungene diagonale Streben mit Nasen. Ferner die für die Zeit typischen aussteifenden Mannfiguren mit Gegenstreben. Der Bau ist wichtiger Bestandteil der Einmündung des Kirchbergs in die Marbachstraße. Kulturdenkmal aus geschichtlichen und städtebaulichen Gründen. | Anfang 18. Jahrhundert                    | 132578 DDB |
| weitere Bilder                                                                                  | | Kirchberg 2/4 LageFlur: 20, Flurstück: 253, 254 | Zweigeteiltes Fachwerkgebäude der ersten Hälfte des 18. Jh. Am unteren Ende des Kirchbergs in städtebaulich herausragender Lage. Hervorzuheben an diesem Bau ist die Folge übereinander stehender Mannfiguren in Giebelmitte, die die ehemals durchgehende Firstsäule als Motiv fortführt, sowie die hervorragenden Flachschnitzereien der Eck- und Bundständer. Kulturdenkmal aus geschichtlichen, künstlerischen und städtebaulichen Gründen. | Anfang 18. Jahrhundert                    | 132579 DDB |
|                                                                                                 | | Kirchberg 10 LageFlur: 20, Flurstück: 285/1 | Im Erdgeschoss massiv erneuerter, darüber mit kunstvollem Schieferbehang verkleideter Fachwerkbau des frühen 18. Jh. (an der Traufseite sind profilierte Schwellen erkennbar). Der Bau ist von der Marbachstraße Blickfang des abknickenden Kirchberges. Kulturdenkmal aus geschichtlichen und städtebaulichen Gründen. | Anfang 18. Jahrhundert                    | 132580 DDB |
| weitere Bilder                                                                                  | Pfarrhaus                                                                                            | Kirchberg 16 LageFlur: 20, Flurstück: 293/9 | Unterhalb des Schlossbergs in unmittelbarer Nachbarschaft zur Pfarrkirche gelegener zweigeschossiger Fachwerkbau. Eckständer mit sich kreuzenden Kopf- und Fußbändern ausgesteift. Der Bau ist noch ins 16. Jh. zu datieren. Als Pfarrhaus und Fachwerkbau noch des 16. Jh. Kulturdenkmal aus geschichtlichen Gründen. | 1600                                      | 132581 DDB |
| weitere Bilder                                                                                  | Evangelische Pfarrkirche                                                                             | Kirchberg 18 LageFlur: 21, Flurstück: 165 | Der 1491 geweihte Neubau der Dillenburger Pfarrkirche geht auf eine ältere, 1454 erstmals genannte Marienkapelle zurück. Der Neubau zeigt das Bild eines einschiffigen spätgotischen Kirchenbaus mit gewölbtem Chor, flachgedecktem Schiff und Westturm. Der Chor besitzt ein Sterngewölbe mit einfachen hohlprofilierten Rippen, die auf Konsolen aufliegen. Der Chor liegt erhöht zum Schiff. Unter dem Chorboden befindet sich eine Begräbnisstätte für zahlreiche Herrscher des nassauischen Hauses, darunter die bedeutenden Grafen Wilhelm der Reiche und Johann VI. An der Südseite des Chores wurde um 1680 eine Gruftkapelle angebaut; darüber befindet sich die von außen ebenerdig zugängliche Fürstenloge. Im Chor befinden sich weitere Grabmäler des 16. und 17. Jh.; besonders hervorzuheben ist ein spätgotisches Epitaph von 1479 für das Herz Graf Johanns von Nassau. Das Schiff mit Spitzbogenfenstern und flachen Strebepfeilern wird im Inneren bestimmt von den zweistöckigen Emporen, die im Zuge der von Conrad Rosbach 1594–97 durchgeführten Umgestaltung zu einer protestantischen Predigtkirche errichtet wurden. Die oberen Emporen setzten sich in den Chor hinein fort. Die Pfeiler der Emporenbrüstungen tragen Beschlagwerkschnitzereien. Auf der Südseite des Schiffs wurde Ende des 18. Jh. eine weitere Empore aufgestockt. Zur Ausstattung des Schiffs gehören die neugotische Kanzel mit einem Schalldeckel des 17. Jh., sowie Gestühl und Chorgitter aus dem frühen 19. Jh. Kulturdenkmal aus geschichtlichen, künstlerischen und städtebaulichen Gründen. | 1491                                      | 132582 DDB |
| Ehemaliges Amtshaus                                                                             | Ehemaliges Amtshaus                                                                                  | Kirchberg 24 LageFlur: 21, Flurstück: 161/3 | Zwei versetzt angeordnete Fachwerkbauten, die zum Kirchberg hin einen kleinen Hof bilden. Der hintere Bau ist datiert 1595. der vordere zeigt Fachwerkformen z. T. noch mit Knaggenverriegelung, die ebenfalls noch ins 16. Jh. zu datieren sind. Die stattliche Baugruppe entspricht dem Typus eines Burgmannensitzes. Kulturdenkmal aus geschichtlichen und städtebaulichen Gründen. | 1595                                      | 132583 DDB |
| Brunnen                                                                                         | Brunnen                                                                                              | Marbachstraße o. Nr. LageFlur: 20, Flurstück: 236/3 | Schräg gegenüber dem Rathaus gelegener gusseiserner Brunnen aus der zweiten Hälfte des 19. Jh. Großer achteckiger Trog mit mittigem, stelenartig wirkendem Brunnenstock mit vier Wasserrohren. Der Brunnen ist Kulturdenkmal aufgrund seiner geschichtlichen und städtebaulichen Bedeutung als wichtiges Element in dem ehemals als Marktplatz genutzten Bereich der Hauptstraße. Kulturdenkmal aus geschichtlichen und städtebaulichen Gründen. | 1845 bis 1855                             | 132540 DDB |
| weitere Bilder                                                                                  | Ehemaliges Forstamt                                                                                  | Marbachstraße 18 LageFlur: 20, Flurstück: 19/1 | Über einem massiven Sockelgeschoss errichteter zweigeschossiger Fachwerkbau, datiert 1723, mit Mansarddach, die westliche Schmalseite des verdreht zur Straße angeordneten Baus mit Zwerchgiebel. Zugang vom Hof, unter einem schmalen Querbau, der von zwei barocken Holzsäulen getragen wird. Sehr schön das Portal der Entstehungszeit. Kulturdenkmal aus geschichtlichen, künstlerischen und städtebaulichen Gründen. | 1723                                      | 132585 DDB |
| Das Wick-Tor in der Maibachstraße                                                               | Wick-Tor                                                                                             | Marktstraße o. Nr. LageFlur: 13, Flurstück: 85/3 | Bestandteil der um 1600 erfolgten Ummauerung der Stadt. Das Tor führte ursprünglich in die Wick-Gärten. Kulturdenkmal aus geschichtlichen Gründen. | 1595 bis 1605                             | 132584 DDB |
|                                                                                                 | | Oranienstraße 10 LageFlur: 14, Flurstück: 32/4 | Der Stadterweiterung Ende des 19. Jh. zuzuordnender traufständiger Wohnungsbau, mit farbigen Blendziegeln und einer reichen Werksteingliederung. Die Mittelachse des seitlich erschlossenen Baus ist betont durch ein dreiteiliges Fenstermotiv und einen hohen Zwerchgiebel mit einer kleinen Bekrönung. Der etagenweise bewohnte Bau ist Kulturdenkmal aufgrund seiner geschichtlichen Bedeutung. Kulturdenkmal aus geschichtlichen Gründen. | Ende 19. Jahrhundert                      | 132587 DDB |
| Wehrturm (Dillturm)                                                                             | Wehrturm (Dillturm)                                                                                  | Rathausstraße o. Nr. LageFlur: 21, Flurstück: 1/1, 193/2 | Unmittelbar an der Dill gelegener Wehrturm der um 1600 errichteten Stadtbefestigung. Als solcher von geschichtlicher Bedeutung und deshalb Kulturdenkmal. Der Turm ist zudem von wichtiger städtebaulicher Funktion für das Erscheinungsbild des historischen Stadtgebietes vom linken Dill-Ufer aus. Kulturdenkmal aus geschichtlichen und städtebaulichen Gründen. | 1595 bis 1605                             | 132534 DDB |
| Bild gesucht BW                                                                                 | Sachgesamtheit                                                                                       | Rehgartenstraße 8, 10 LageFlur: 22, Flurstück: 27/1, 30/1 | Das kubische Wohngebäude wurde in den Jahren 1950/51 durch den Architekten F. E. Blume erbaut. Es bildet eine Einheit mit dem nördlichen Garagenbau, der die Hangsituation hinter der barocken Natursteinmauer (bereits als Denkmal verzeichnet) geschickt ausnutzt und dem unmittelbar umgebenden Garten, der in seiner Anlage ebenfalls geprägt ist durch die 1950er Jahre. Das Wohnhaus zeichnet sich durch seine originale Ausstattung mit einer einmaligen Fülle von qualitätvollen Details aus. Zur Sachgesamtheit gehören außerdem: 1. der südlich angrenzende formgestaltete Garten aus der zweiten Hälfte des 18. Jahrhunderts mit einem barocken Gartenpavillon (bereits als Einzeldenkmal verzeichnet), einer beachtenswerten Pyramideneiche und einem gotisierenden, gusseisernen Geländer auf halbrunder Sockelmauer, die das Gelände zu einem darunter liegenden Gartenteil abfängt. 2. der terrassierte Gartenteil, der sich im Norden und Osten angliedert und ebenfalls aus der Erbauungszeit der zugehörigen Typenhäuser der Wilhelmstraße stammt. Erwähnenswert bei der auf Symmetrie bedachten Anlage ist eine zweiläufige großzügige Rampe aus der späten Barockzeit. Kulturdenkmal aus geschichtlichen Gründen. | 18. bis 20. Jahrhundert                   | 133259 DDB |
| Bild gesucht BW                                                                                 | Haus Rolfes                                                                                          | Rehgartenstraße 18 LageFlur: 22, Flurstück: 38/2 | |                                           | 918711 DDB |
| Kirchenruine Feldbach                                                                           | Kirchenruine Feldbach                                                                                | Rolfesstraße o. Nr. LageFlur: 37, Flurstück: 7/2 | Ursprünglich kleiner Rechteckbau mit quadratischem Chor. Nach der Erhebung zur Dillenburger Pfarrkirche erfolgte die Erweiterung des Chores durch einen dreiseitigen Schluss. Ein größerer Neubau ab Mitte des 15. Jh. wurde durch die Verlegung der Pfarrei nach Dillenburg Ende des 15. Jh. nicht mehr vollendet. Die Ruine der spätgotischen Kirche ist Kulturdenkmal aufgrund ihrer geschichtlichen Bedeutung. Kulturdenkmal aus geschichtlichen Gründen. | 1545 bis 1555                             | 132589 DDB |
| Hof Feldbach (Pferdestall)                                                                      | Hof Feldbach (Pferdestall)                                                                           | Rolfesstraße o. Nr. LageFlur: 33, Flurstück: 8/70 | Zu dem Wohnhaus mit Stallgebäude des ehemaligen Hofes Feldbach (Rolfes-Straße 1) der Grafen von Dillenburg gehört auch der Pferdestall auf der gegenüber liegenden Straßenseite als Teil der Wirtschaftseinheit (Wohnhaus bereits als Einzeldenkmal verzeichnet). Auf dem Lageplan aus dem 18. Jahrhundert sind beide Gebäudeeinheiten dargestellt. Die Umfassungswände aus Bruchstein stammen noch aus dem 18. Jahrhundert. Mitte des 19. Jahrhunderts wurde das Gebäude mit einem Drempel aus Fachwerk mit Ziegelausfachung aufgestockt und mit einem neuen Dachstuhl versehen. Im Inneren wurde eine dreiteilige Kappendecke eingezogen, die auf Säulen aus Gusseisen in zwei Reihen gelagert sind. Kulturdenkmal aus geschichtlichen Gründen. | 18. Jahrhundert                           | 133260 DDB |
| Hof Feldbach                                                                                    | Hof Feldbach                                                                                         | Rolfesstraße 1 LageFlur: 33, Flurstück: 8/29 | Von der ursprünglichen Hofanlage, die 1576 von Johann VI. auf der Wüstung des Dorfes Feldbach errichtet wurde, ist heute ein schlichtes, in verschiefertem Fachwerk errichtetes Wohngebäude mit Mansarddach erhalten, dem sich noch ein massives Stallgebäude anschließt. Die beiden auf das 18. Jh. zurückgehen den Bauten sind Kulturdenkmale. Kulturdenkmal aus geschichtlichen Gründen. | 1576                                      | 132588 DDB |
| Grenzsäule                                                                                      | Grenzsäule                                                                                           | Schloßberg o. Nr. LageFlur: 23, Flurstück: 46/8 | Auf dem Schlossberg befindet sich eine wohl translozierte Grenzsäule des Herzogtums Nassau aus einem Lahnmarmor. Kulturdenkmal aus geschichtlichen Gründen. |                                           | 132590 DDB |
| weitere Bilder                                                                                  | Grün'sche Villa                                                                                      | Schloßberg 3 LageFlur: 23, Flurstück: 7/1 | Im ersten Viertel des 20. Jh. errichteter neoklassizistischer Villenbau. Ein zentraler Säulenportikus mit bekrönendem Dreiecksgiebel an der Südseite bezieht sich auf einen streng gefassten Außenraum, dessen Bepflanzung und Einfriedigung unverzichtbarer Bestandteil der Anlage sind. Neben der künstlerischen Bedeutung belegt der Bau die Aufsiedlung der Südflanke des Schlossberges um 1900 und ist so auch geschichtlich bedeutsam. Kulturdenkmal aus geschichtlichen Gründen. | 1920 bis 1930                             | 132591 DDB |
| weitere Bilder                                                                                  | Wilhelmsturm                                                                                         | Schloßberg 6 LageFlur: 23, Flurstück: 9 | Über den Ruinen des Schlosses wurde 1875, ungefähr über dem ehemaligen oberen Schloßhof, der historisierende Wilhelmsturm errichtet, der mit seinem Namen an Wilhelm den Schweiger erinnert. Der Turm erhebt sich über einem massigen Sockelbereich; er wird von einem steilen Zeltdach bekrönt, das von Ecktürmchen und dem Kegeldach des runden Treppenturms umgeben ist. Kulturdenkmal aus geschichtlichen und städtebaulichen Gründen. | 1875                                      | 132594 DDB |
| Stockhaus                                                                                       | Ehemaliges Stockhaus                                                                                 | Schloßberg 20 LageFlur: 23, Flurstück: 11 | Zweigeschossiger massiver Bau mit Walmdach, heute als Jugendherberge genutzt, errichtet in der ersten Hälfte des 19. Jh. Seine besondere Markanz erhält der Bau durch seine Lage unmittelbar an der zur Stadt gekehrten Futtermauer der Burg. Die nördliche Längswand entwickelt sich direkt aus der Futtermauer. Kulturdenkmal aus geschichtlichen und städtebaulichen Gründen. | Anfang 19. Jahrhundert                    | 132592 DDB |
| Historische Stadtummauerung                                                                     | Historische Stadtummauerung                                                                          | Schloßberg 20, Schloßberg, Kirchberg, Catharina-Helena-Dörrien-Weg LageFlur: 20, 21, 23, Flurstück: 293/1, 211, 212, 10, 11, 13/1, 46/8                                                                       | Stadtmauerreste und Teile von Stützmauern finden sich in einigen Gebieten des inneren Stadtkerns Dillenburgs. Die Bebauung der Hauptstraße lehnt sich rücklings an die Stützmauer des Kirchhofs, im Nordwesten erhalten sind zwei Stadttürme mit Teilen des Mauerverlaufs, ein weiterer, unmittelbar an der Dill gelegener Rundturm mit sich anschließender Uferbefestigung und schließlich das Wick-Tor. Das Untertor wurde 1737 bei der Errichtung des Stadtschlosses in letzteres inkorporiert. Über eine seit dem 15. Jahrhundert vorhandene Dill-Brücke erreichte man das am nördlichen Ende der Hauptstraße gelegene Ober-Tor. Wohl auf die Zeit um 1900 geht der Treppenweg zwischen Kirchberg und mittlerer Hauptstraße zurück. Hauptstraße 20 enthält Teile der sich anschließenden Mauer. Auch die in ihrer Wirkung fulminanten, der Stadt zugewandten Futtermauern sowie die heute noch im Bergfels befindlichen Kasematten sind hier zu erwähnen. Kulturdenkmal aus geschichtlichen Gründen. | 15. bis 20. Jahrhundert                   | 178962 DDB |
| Schlossruine                                                                                    | Schlossruine                                                                                         | Schloßberg o. Nr. LageFlur: 23, Flurstück: 57/7, 45/8, 46/8. | Die Dillenburg gilt als eine Gründung des nassauischen Grafen Heinrich des Reichen noch vor 1200. Für die Zeit der „Dernbacher Fehde“ wird eine erste Zerstörung im frühen 14. Jh. angenommen. Der Wiederaufbau muss sich unmittelbar angeschlossen haben, denn 1344 erhielten die Burg und der sie umgebende kleine Ort Stadtrechte. Über die um den oberen Schloßhof angesiedelte Kernburg erfolgte 1450–70 unter der Regentschaft Johann IV. eine bedeutende Erweiterung nach Süden, die sog. Neue Burg. Der Ausbau wurde unter Johann V. fortgesetzt, in dessen Zeit der Katzenelnbogensche Erbstreit fiel und die Möglichkeit eines hessischen Angriffs gegeben war. 1536 wurde schließlich unter Wilhelm dem Reichen die das Stadtbild Dillenburgs heute noch prägende Hohe Mauer fertiggestellt. Ebenfalls noch ins 16. Jh. fiel die Errichtung starker Bastionen: nach Süden das Rondell, nach Westen das Jägergemach, nach Osten das Junkergemach und nach Norden das Scharfe Eck. Das Schloss war über drei Tore zugänglich: das Feldtor im Südosten, das Kirchtor am „Scharfen Eck“ und das Grabentor unter dem Junkergemach hindurch. Zu Beginn des Dreißigjährigen Krieges ließ der niederländische Festungsingenieur Johann von Valckenburg die bedrohte Südseite vor dem Rondell weiter befestigen. Von Valckenburg fertigte auch die abgebildete Situationsskizze von 1619 an, die die genannten Elemente der Burg bzw. des Schlosses anschaulich zusammenfasst. Die Zerstörung des Schlosses erfolgte 1760 während des Siebenjährigen Krieges. In der Folge wurde das Gelände als Steinbruch genutzt, vor der Errichtung des Wilhelmsturms 1875 schließlich eingeebnet. Heute sind erhalten die Stützmauern zur Stadt hin (Hohe Mauer), die Bastionen und die unterirdischen, z. T. mehrgeschossigen Kasematten, ferner das im Wilhelmsturm gelegene Portal zur sog. Löwengrube. Der Bereich der Burg bzw. des Schlosses Dillenburg mit den erhaltenen baulichen Resten ist Kulturdenkmal aufgrund seiner geschichtlichen und auch städtebaulichen Bedeutung. Kulturdenkmal aus geschichtlichen und städtebaulichen Gründen. | Anfang 14. Jahrhundert                    | DDB        |
| weitere Bilder                                                                                  | sogenannter „Bismarck-Tempel“                                                                        | Untere Eberhardt LageFlur: 6, Flurstück: 2/6 | Dem Burgberg gegenüber in der Hanglage des linken Dillufers ein achtseitiger Aussichtspavillon mit Rippenkuppel und bekrönender Laterne. Das kleine, aus gusseisernen Elementen montierte Bauwerk wurde Ende des 19. Jh. errichtet. Als typisches Produkt einer Dill-Hütte ist es den zahlreichen Brunnen der Region aus derselben Zeit vergleichbar. Kulturdenkmal aus geschichtlichen Gründen. | Ende 19. Jahrhundert                      | 132602 DDB |
|                                                                                                 | | Untertor 5 LageFlur: 13, Flurstück: 70/3, 73, 74 | Traufständiger, dreigeschossiger Fachwerkbau des frühen 18. Jahrhunderts. Das Fachwerkgefüge ist bis auf das Erdgeschoss in ursprünglichem Zustand erhalten. Neben seiner geschichtlichen Bedeutung ist der Bau städtebaulich bedeutsam als Randbebauung für den dem Stadtschloss mit Untertor stadteinwärts sich anschließenden Platz und deshalb Kulturdenkmal. Kulturdenkmal aus geschichtlichen und städtebaulichen Gründen. | Anfang 18. Jahrhundert                    | 132531 DDB |
| Stadtschloss                                                                                    | Stadtschloss                                                                                         | Untertor 7 LageFlur: 21, Flurstück: 142/4, 142/5 | Das sog. Stadtschloss, ab 1737 unter Einschluss des Untertors von Graf Christian für seine Gemahlin Isabella errichtet. Der Torbau mit einem hohen Mansardzeltdach, der sich anschließende, quer zur Dill liegende Riegel des in Bruchstein errichteten Erweiterungsbaus ebenfalls mit Mansarddach. Kulturdenkmal aus geschichtlichen, künstlerischen und städtebaulichen Gründen. | 1737                                      | 132532 DDB |
|                                                                                                 | | Wilhelmsplatz 5 LageFlur: 21, Flurstück: 126 | Traufständiger zweigeschossiger Fachwerkbau mit Mansarddach und mittigem Zwerchhaus. Der Bau ist Teil der regelmäßigen, ab 1707 erfolgten Bebauung des dreiseitigen Wilhelmsplatzes für Hofbeamte. Bemerkenswert sind die Eckständer mit schlanken Säulchen zwischen Volutenformen und die zweiflügelige Tür mit geschweiften Füllungen. Kulturdenkmal aus geschichtlichen, künstlerischen und städtebaulichen Gründen. | 1707                                      | 132595 DDB |
|                                                                                                 | | Wilhelmsplatz 10 LageFlur: 21, Flurstück: 145/4 | Wie Wilhelmsplatz 5 ist der Bau Teil der ursprünglichen regelmäßigen Bebauung des Platzes für Hofbeamte und deshalb Kulturdenkmal aufgrund seiner geschichtlichen und auch städtebaulichen Bedeutung. Der im Dachgeschoss durch einen Kniestock erweiterte Bau zeichnet sich im Vergleich zu Nr. 5 durch ein reicheres Spiel an Zierstreben aus, die Eckständer mit gedrehten Säulen, so dass ihm auch ein besonderer künstlerischer Rang zukommt. Kulturdenkmal aus geschichtlichen, künstlerischen und städtebaulichen Gründen. |                                           | 132596 DDB |
| weitere Bilder                                                                                  | Pfarrsaal der Katholischen Kirche Herz Jesu                                                          | Wilhelmsplatz 15 LageFlur: 21, Flurstück: 158/1 | Dreischiffiger Raum durch spitzbogige Arkadenbögen unterteilt, die auf achteckige Sandsteinsäulen mit ausgeprägten Kapitellen ruhen. In den Seitenschiffen jeweils noch vier Joche erhalten mit qualitätvollem Netz-Rippengewölbe, der mittlere Teil auf gleicher Höhe mit einer Betondecke überspannt, die in ihrer Aufteilung den Stützen-Achsen der historischen Gliederung folgt. Der Raum, der heute als Pfarrsaal genutzt wird, stellt den Rest der 1893 erbauten neogotischen Herz-Jesu-Kirche dar, die zum Teil niedergelegt wurde, um darüber in den Jahren 1956/57 eine größere Kirche zu bauen. Diese Maßnahme war mit dem Zuzug von katholischen Aussiedlern nach dem Ende des Zweiten Weltkriegs zu begründen. Kulturdenkmal aus geschichtlichen Gründen. | 1893                                      | 191609 DDB |
| Pfarrhaus                                                                                       | Pfarrhaus                                                                                            | Wilhelmsplatz 16 LageFlur: 21, Flurstück: 159 | 1904 errichtetes Pfarrhaus der katholischen Kirchengemeinde. Ein großvolumiger massiver Bau mit Werksteingewänden, der als Solitär konzipiert und am Übergang von Wilhelmsplatz zu Wilhelmstraße eine wichtige städtebauliche Gelenkfunktion besitzt. Im Dachgeschoss mit Fachwerk und Verschieferung werden traditionelle Motive des Dillenburger Stadtbildes aufgenommen. Kulturdenkmal aus geschichtlichen Gründen. | 1904                                      | 132597 DDB |
| weitere Bilder                                                                                  | Ehemalige Orangerie                                                                                  | Wilhelmstraße o. Nr. LageFlur: 22, Flurstück: 19/3 | In der ersten Hälfte des 18. Jh. im Hofgarten in Bruchstein errichteter Bau, der Ende des 18. Jh. zur Kirche umgenutzt wurde und heute Teil des Landesgestüts ist. Ein rechteckiger Saalbau mit mittigem Haubendachreiter. Die nördliche Längsfront mit einem risalitartigen Querbau mit einem ionischen Portal. Kulturdenkmal aus geschichtlichen und künstlerischen Gründen. | 1845 bis 1855                             | 132600 DDB |
| weitere Bilder                                                                                  | Johann-von-Nassau-Schule                                                                             | Wilhelmstraße 3, 5 LageFlur: 22, Flurstück: 9/4 | Erbaut 1895 am Hofgarten als „Neue Stadtschule“ mit zwölf Klassenräumen, Festsaal, Amtszimmer, Bibliotheks- und Konferenzzimmer sowie einer Schuldienerwohnung im Erdgeschoss. Unter dem Namen Johann-von-Nassau-Schule besteht die Schule erst seit dem Schuljahr 1986/87. Der Name bezieht sich auf Johann VI. von Nassau, der 1536–1606 lebte und 47 Jahre lang die Grafschaft regierte. Dreigeschossiger Schulbau über ausgebautem Sockelgeschoss, schlossbauähnlich durch Pavillonbauten, Verbindungsflügel und Risalite strukturiert. Die Dächer teilweise abgewalmt und mit Gaupen versehen, zentrales Türmchen. Die Fassaden horizontal durch kräftige Gesimse gegliedert. Portikus mit vier paarweise angeordneten Rundstützen, im Giebeldreieck Stuckverzierung mit spielenden Putten. Originale hölzerne Doppeltüren erhalten. Erweiterung bereits 1914, da die Schule während des Ersten Weltkriegs auch als Lazarett diente. Neben der „Neuen Stadtschule“ 1897/98 Errichtung der „Bergschule“ zur Ausbildung von Bergbaubeamten des mittleren Dienstes. Dieser Bau wurde villenähnlich in den typischen Formen des Historismus (Neorenaissance) konzipiert. Nach 1966 Nutzung als Gewerbliche Schule. 1989–95 umfangreicher Um- und Neubau zur Zusammenlegung beider Schulkomplexe. Hinzu gekommen sind die Glashalle und ein Anbau an dieselbe. Seither zudem Bau einer neuen Turnhalle und Mensa sowie Umgestaltung des Schulhofs. Die beiden historischen Teile des heutigen Schulkomplexes sind Kulturdenkmäler aus orts- und baugeschichtlichen sowie baukünstlerischen Gründen. Kulturdenkmal aus geschichtlichen und künstlerischen Gründen. | 1895                                      | 137271 DDB |
|                                                                                                 | | Wilhelmstraße 9 LageFlur: 22, Flurstück: 15/6 | Ehemaliges Lehrerseminar, in sichtbarem Rohziegelmauerwerk ausgeführter blockhafter Bau vom Ende des 19. Jh. Ein breiter Mittelrisalit hebt sich dominant hervor. Im Sockelbereich ist durch farbige Ziegel eine Nutung angedeutet. Weitere Gliederungselemente sind horizontale Gesimse und die Fenster vertikal zusammenfassende Blendbogen. Im rückwärtigen Bereich schließt sich axsial eine Turnhalle an. Kulturdenkmal aus geschichtlichen Gründen. | Ende 19. Jahrhundert                      | 132599 DDB |
| Ehemaliger Barockgarten                                                                         | Ehemaliger Barockgarten                                                                              | Wilhelmstraße 22 LageFlur: 22, Flurstück: 29/2 | Die abgrenzende Liegenschaft bildet gemeinsam mit dem westlichen Teil der schon unter Denkmalschutz stehenden Liegenschaft Rehgartenstraße 8 den ehemaligen Barockgarten aus dem späten 18. Jahrhundert des ebenfalls unter Denkmalschutz stehenden Gebäudes Wilhelmstraße 22. Kulturdenkmal aus geschichtlichen Gründen. | Ende 18. Jahrhundert                      | 133261 DDB |
| Sachgesamtheit Wilhelmstraße                                                                    | Sachgesamtheit Wilhelmstraße                                                                         | Wilhelmstraße 4–24 (gerade) LageFlur: 22, Flurstück: 149, 150/1+3+4, 44, 43/2, 43/1, 42/1, 42/2, 39/2, 39/1, 37/1, 38/2, 36/1, 35/1, 33, 34, 30/3, 30/2, 30/1, 29, 28, 27/1, 27/2, 24/2, 26/1, 26/2, 26/3, 32 | Die Sachgesamtheit Wilhelmstraße 4–24 umfasst die Reihe der insgesamt 11 Typenbauten, die nach einem Entwurf von Johann Friedrich Sckell von 1768 auf der westlichen Seite der Wilhelmstraße errichtet wurden, und den südlich sich anschließenden nassau-oranischen Marstall, heute Hessisches Landesgestüt, der zu derselben Zeit errichtet wurde und eine gestalterische Einheit mit den übrigen Bauten der Wilhelmstraße bildet. Letztere sind traufständige, in Bruchstein errichtete und ursprünglich verputzte Bauten, die in ihrer Breite mit fünf, sieben und neun Achsen variieren. Die Gebäudemitte ist durch einen flachen Mittelrisalit, Dreiecksgiebel oder Zwerchhaus hervorgehoben. Die Zugänge werden über dreistufige Freitreppen erreicht, unter den Türen sticht Nr. 6 mit reichen Rokokoformen her vor. Von den äußeren Bauteilen sind noch besonders zu erwähnen die teilweise erhaltenen Fensterkörbe oder auch der Brunnen an der Rückfront von Nr. 16. Im Inneren sind fast alle der für Regierungsbeamte errichteten Gebäude mit Stuckdekorationen versehen, wobei die Gebäude Nr. 24, 20 und 16 durch ihren Formenreichtum des Spätrokoko hervorstechen. Die zugehörige Gartengestaltung der Bauten, von der noch Terrassierungen, Einfriedung oder Pavillons erhalten sind, ist auch Teil der Gesamtanlage Wilhelmstraße. Das Zentrum des ehemaligen nassauoranischen Marstalls ist die über einem T-förmigen Grundriss errichtete Reithalle von 1769. Die Straßenfront wird von einem Portalrisalit mit Quaderlisenen und einem abschließenden Dreiecksgiebel dominiert. Zwischen Reithalle und Wilhelmstraße 24 das langgestreckte eingeschossige Stallgebäude des späten 18. Jh., das ebenfalls Teil der Sachgesamtheit ist. Zusammen mit einem Flügelbau von Wilhelmstraße 24 entsteht ein Hof von eindrucksvoller Geschlossenheit. Wilhelmstraße 4–24 und Marstall sind Kulturdenkmale aufgrund ihrer geschichtlichen, künstlerischen und städtebaulichen Bedeutung. Kulturdenkmal aus geschichtlichen, künstlerischen und städtebaulichen Gründen. | 1768                                      | 132598 DDB |

### Donsbach
| Bild                                                   | Bezeichnung                                 | Lage                                                                        | Beschreibung | Bauzeit                | Objekt-Nr. |
| ------------------------------------------------------ | ------------------------------------------- | --------------------------------------------------------------------------- | --- | ---------------------- | ---------- |
| Backhaus                                               | Backhaus                                    | Bachwasenstraße 6 LageFlur: 3, Flurstück: 112                               | Unmittelbar am Donsbach, neben einem ehemaligen Löschwasserteich gelegenes Backhaus, Fachwerkbau wohl noch des 18. Jh. Es schließt sich eine Schmiede an. Kulturdenkmal aus geschichtlichen Gründen. | Ende 18. Jahrhundert   | 132604 DDB |
|                                                        |                                             | Bachwasenstraße 9 LageFlur: 3, Flurstück: 22/114                            | Giebelständiges Einhaus aus der Zeit des planmäßigen Wiederaufbaus nach 1791. Bemerkenswert sind die geringen Ausmaße des Baus, die die geplante sozialräumliche Gliederung des Ortes belegen. Der Bau markiert die nordwestliche Grenze des historischen Ortskerns. Kulturdenkmal aus geschichtlichen und städtebaulichen Gründen. | 1786 bis 1796          | 132606 DDB |
| Dorfschmiede                                           | Dorfschmiede                                | Bachwasenstraße bei Nr. 6 LageFlur: 3, Flurstück: 113                       | Dem Backhaus folgend die alte Dorfschmiede, ein mit Ziegelmauerwerk ausgefachter Fachwerkbau. Bemerkenswert ist die spätbarocke, horizontal geteilte Tür. Kulturdenkmal aus geschichtlichen Gründen. |                        | 132605 DDB |
| Ehemaliges Jagdschloss Ludwigsbrunn – restliche Mauern | Ehemaliges Jagdschloss Ludwigsbrunn         | Bei dem Altenhaus LageFlur: 59, Flurstück: 6982/1                           | Die Ruine des ehemaligen Jagdschlosses besteht aus Mauerresten, ehemaligen Stallungen und Gewölberesten im Althausweiher. Erbaut von Fürst Ludwig-Heinrich von Nassau-Dillenburg, vermutlich erste Hälfte des 17. Jahrhunderts. Kulturdenkmal aus geschichtlichen Gründen. | 1600 bis 1650          | 133262 DDB |
| Gesamtanlage Historischer Ortskern Donsbach            | Gesamtanlage Historischer Ortskern Donsbach | Gesamtanlage Historischer Ortskern Lage                                     | Der 1269 erstmals genannte Ort liegt südwestlich von Dillenburg in einer von mehreren Bergzügen umschlossenen Talaufweitung. 1791 wurde das Dorf bei einem Brand vollkommen zerstört. Das heute erhaltene Ortsbild geht auf den planmäßig erfolgten Wiederaufbau nach 1791 zurück, für den der Fürstliche Bauinspektor Sckell einen Plan erstellte. Im Ortsgrundriss kontrastiert ein dem Donsbach folgender Straßenzug mit vier parallelen Querstichen, die sich schematisch auf das ansteigende Gelände erstrecken. Im Zuge des Wiederaufbaus wurden zur Straße giebelständige Bauten errichtet. Die in Fachwerk errichteten Gebäude variieren in der Größe – teilweise wurden Doppelhofanlagen errichtet – und in der Ausformung des Fachwerks: Gebäuden mit auf das statisch notwendig reduziertem Riegel- und Ständerwerk stehen solche mit einer reicheren, noch barocken Gestaltung des Fachwerks gegenüber. Die Ev. Kirche überdauerte neben einigen weiteren Gebäuden am nordöstlichen Ortsrand den Brand von 1791. Es handelt sich um eine 1754 erneuerte, im Kern mittelalterliche Anlage, die sich im Ortsbild durch ihre aus der regelmäßigen Straßenführung verdrehte Lage besonders markant abhebt. Der Ortskern Donsbachs ist Gesamtanlage aufgrund seiner geschichtlichen Bedeutung. Kulturdenkmal aus geschichtlichen Gründen. |                        | 132603 DDB |
|                                                        |                                             | Grubstraße 9 LageFlur: 3, Flurstück: 102/1                                  | Zur Straße giebelständiges, besonders großvolumiges Fachwerk-Einhaus, das über einem massiven Sockelbereich errichtet ist. Der Zugang zum Wohnbereich liegt in der Sockelzone. Als Teil des planmäßigen Wiederaufbaus nach dem Brand von 1791 von geschichtlicher Bedeutung. Kulturdenkmal aus geschichtlichen Gründen. | 1791                   | 132607 DDB |
|                                                        |                                             | Grubstraße 15 LageFlur: 3, Flurstück: 100/1                                 | Fachwerkeinhaus aus der Zeit des regelmäßigen Wiederaufbaus nach dem Dorfbrand 1791. Der zum Donsbachtal gelegene Giebel des Wohnbereichs mit aussteifenden Mannformen und profiliertem Geschossüberstand. Auch hier war der Wohnteil ursprünglich über den massiven Sockelbereich zugänglich. Kulturdenkmal aus geschichtlichen Gründen. | 1791                   | 132608 DDB |
|                                                        |                                             | Grubstraße 23 LageFlur: 3, Flurstück: 96/1                                  | Zweigeschossiger Fachwerkbau vom Typ des Einhauses, Bestandteil des planmäßigen Wiederaufbaus nach dem Dorfbrand 1791. Der Bau ist inschriftlich datiert 1794. Wie Grubstraße 15 auch hier der zum Donsbachtal gelegene Wohnteil noch in barocken Fachwerkformen. Kulturdenkmal aus geschichtlichen Gründen. | 1794                   | 132609 DDB |
|                                                        |                                             | Hauptstraße 15 LageFlur: 1, Flurstück: 40/2                                 | Zweigeschossiges Fachwerkeinhaus, historisch besonders wertvoll durch die Inschrift im Rahm des Erdgeschosses: IM JAHR 1791 DEN 10 SEPTEMBER WIR HATTEN ALLES EINGESCHEUERT, DA ENTSTAD EIN GROSSES FEUER NICHTS BRACHTEN WIR AUS UNSERM HAUS, JOST BENNER UND ANNA KATRINA EH UND BAULEUT AUFGESCHLAGEN DEN 28. JUNI 1793. Kulturdenkmal aus geschichtlichen Gründen. | 1793                   | 132610 DDB |
|                                                        |                                             | Höfenstraße 1 LageFlur: 1, Flurstück: 53/1                                  | Am östlichen Ende der Schulstraße gelegenes zweigeschossiges Fachwerk-Einhaus, über einem massiven Sockel aufgeschlagen. Bestandteil des planmäßigen Wiederaufbaus nach dem Dorfbrand von 1791. Ungewöhnlich sind die sehr kräftigen Hölzer des in seiner Figuration noch barocken Fachwerks. Kulturdenkmal aus geschichtlichen Gründen. | 1786 bis 1796          | 132611 DDB |
| Backhaus                                               | Backhaus                                    | Leisgesstraße o. Nr. LageFlur: 1, Flurstück: 6611/1                         | Im Straßenraum der ansteigenden Leisgestraße markant gelegenes Backhaus aus der ersten Hälfte des 19. Jh. Der kleine, über rechteckigem Grundriss errichtete Bau aus gequadertem Bruchsteinmauerwerk mit Werksteingewänden ist Kulturdenkmal aufgrund seiner geschichtlichen und städtebaulichen Bedeutung. Kulturdenkmal aus geschichtlichen und städtebaulichen Gründen. | Anfang 19. Jahrhundert | 132613 DDB |
|                                                        |                                             | Leisgesstraße 8, Rutschstraße 15 LageFlur: 1, Flurstück: 22/24, 23/1, 23/24 | Über einem massiven Sockel errichtetes zweigeschossiges Fachwerk-Einhaus. Es vereinigt zwei Wohnteile und den mittig gelegenen Scheunenteil unter einem First. Der zur Rutschstraße gelegene Wohnteil mit inschriftlicher Datierung 1793. Der Bau dokumentiert den Variantenreichtum der nach dem Brand von 1791 planmäßig errichteten Höfe. Kulturdenkmal aus geschichtlichen Gründen. | 1793                   | 132612 DDB |
|                                                        |                                             | Mühlstraße 20 LageFlur: 8, Flurstück: 122/3                                 | Von der südöstlich des Ortskerns gelegenen Mühle ist ein Wirtschaftsgebäude aus der Zeit um 1800 erhalten. Kulturdenkmal aufgrund seiner geschichtlichen Bedeutung. Das Wohnhaus wohl aus derselben Zeit im Jahre 2004 abgebrochen und durch einen Neubau ersetzt. Kulturdenkmal aus geschichtlichen Gründen. | 1795 bis 1805          | 132615 DDB |
| weitere Bilder                                         | Evangelische Kirche                         | Rutschstraße 2 LageFlur: 1, Flurstück: 38/5                                 | Im Kern mittelalterliche Anlage mit Chorturm mit achtseitigem Spitzhelm. Die Seiten des Helms mit kleinen Giebelgauben. Das sich anschließende Schiff mit Satteldach wurde 1754 bei einem Umbau der älteren Kapelle errichtet. Die Portale sind datiert 1756. Im Inneren über Schiff und Chor eine flache Voutendecke, jeweils mit Spiegel. Im Schiff dreiseitig umlaufende Emporen auf Holzsäulen. Die Wangen des Gestühls mit Rokokoschnitzereien in flachem Relief. Der Fußboden aus dünnen Kalksteinplatten. Kulturdenkmal aus geschichtlichen Gründen. |                        | 132616 DDB |
| Alte Schule                                            | Alte Schule                                 | Schulstraße 1 LageFlur: 1, Flurstück: 37/1                                  | Zweigeschossiger Rähmbau, der Geschossübergang mit vorkragendem Versatz, die Schwelle des Obergeschosses mit umlaufendem Tau. Im Rähm des Erdgeschosses Inschrift: DIESER SCHULBAU IST VERFERTIGT UND AUFGESCHLAGEN DEN 22. AUGUST 1798 DURCH DEN ZIMMERMEISTER ANDREAS WELZ VON OFFENBACH. | 1798                   | 132617 DDB |
|                                                        |                                             | Schulstraße 2, Zimmerplatz 1 LageFlur: 1, Flurstück: 42, 43, 44             | Langgestreckte Hofanlage, die jeweils zwei Wohn- und Scheunenteile unter einem First vereinigt. Zur Schulstraße Fachwerk noch in barocker Figuration, zum Zimmerplatz hin Verzicht auf horizontales Riegelwerk. Der im Zuge des Wiederaufbaus nach dem Dorfbrand von 1791 errichtete Bau ist Teil einer eindrucksvollen Reihung giebelständiger gestreckter Hofanlagen in der ansteigenden Schulstraße. Kulturdenkmal aus geschichtlichen Gründen. | 1786 bis 1796          | 132618 DDB |
|                                                        |                                             | Schulstraße 4, Zimmerplatz 3 LageFlur: 1, Flurstück: 45/1, 45/4, 45/6       | Das giebelständige zweigeschossige Einhaus mit mehreren Wohn- und Scheunenteilen, errichtet in Fachwerk über einem massiven Untergeschoss, zeichnet sich durch seine Schmuckformen wie Eckständer mit Spiegel bzw. eingestelltem Baluster oder das umlaufende Tau in der Schwelle des Obergeschosses und durch seine Inschrift aus, die die Brandereignisse von 1791 und den Wiederaufbau von 1792 ausführlich darstellt. Kulturdenkmal aus geschichtlichen Gründen. | 1792                   | 132619 DDB |
|                                                        |                                             | Schulstraße 12/14 LageFlur: 1, Flurstück: 51/1                              | Langgestreckte Doppelhofanlage, zwei Fachwerkgeschosse über massivem Untergeschoss. Im vorderen Bereich werden zwei Wohnteile über die gemeinsame zweiläufige Freitreppe erschlossen, Stall- und Scheunenteile schließen sich an. Als Hofform und als Bestandteil des planmäßigen Wiederaufbaus nach dem Dorfbrand von 1791 von geschichtlicher Bedeutung und deshalb Kulturdenkmal. Kulturdenkmal aus geschichtlichen Gründen. | 1786 bis 1796          | 132620 DDB |

### Eibach
| Bild | Bezeichnung                               | Lage                                                 | Beschreibung | Bauzeit                 | Objekt-Nr. |
| --- | ----------------------------------------- | ---------------------------------------------------- | --- | ----------------------- | ---------- |
| Gesamtanlage Historischer Ortskern Eibach                                                                 | Gesamtanlage Historischer Ortskern Eibach | Gesamtanlage Historischer Ortskern Lage              | Eibach liegt östlich von Dillenburg in einem Seitental der Scheide. Kernbereiche des historischen Ortsbildes sind einerseits die Hauptstraße mit der Gabelung des Reußewegs und die Goldbachstraße, die wohl auf eine Ortserweiterung des 18. Jhs. zurückgeht. Die historisch bedeutsame Bebauung der Hauptstraße und des Reußewegs reicht vom 17. bis ins 19. Jh. Bemerkenswert ist das Fehlen einer ortstypischen bäuerlichen Hofform. Vielmehr reihen sich entlang der Hauptstraße unterschiedliche Formen von Wohn- und Wirtschaftsgebäuden, die oftmals auch nicht unmittelbar einander zuzuordnen sind, sondern in ihrer jeweiligen Lage wohl aus den zersplitterten Besitzverhältnissen resultieren. Um den von Goldbachstraße und Hauptstraße gebildeten Winkel liegt auf einer Anhöhe die Ev. Kirche Eibachs: ein flacher Bau mit Walmdach und Dachreiter, der in dieser Form auf die Umgestaltung eines älteren Baus Ende des 18. Jh. zurückgeht. Am südlichen Ortsrand befindet sich eine erhaltenswerte Gruppe von Erdkellern. Der beschriebene Ortskern ist aufgrund seines Reichtums unterschiedlich ausgeprägter historischer bäuerlicher Wohn- und Wirtschaftsgebäude als Gesamtanlage geschützt. Kulturdenkmal aus geschichtlichen Gründen. | 17. bis 19. Jahrhundert | 132621 DDB |
| ehemalige Fachwerkscheune, jetzt Wohnhaus                                                                 |                                           | Goldbachstraße 3 LageFlur: 7, Flurstück: 5/1         | Unmittelbar zur Straße gelegene, traufständige Fachwerkscheune, im Torsturz datiert 1734. Bemerkenswert an diesem dreizonigen, mit durchgehenden Ständern errichteten Bau ist die reiche Gestaltung des Fachwerks wie die Profilierung der übereinanderliegenden Rähm- und Schwellenteile, Andreaskreuz und Streben mit Schnitzereien über dem Scheunentorsturz und die Putzornamentik der Ausfachungen. Die Scheune ist Kulturdenkmal aufgrund ihrer geschichtlichen Bedeutung. Kulturdenkmal aus geschichtlichen Gründen. | 1734                    | 132622 DDB |
| Zechenhaus der Grube Ölsberg                                                                              | Zechenhaus Grube Ölsberg                  | Grube Ölsberg LageFlur: 5, Flurstück: 19/2           | Nordöstlich Eibachs gelegen das Zechenhaus der ehemaligen Grube Ölsberg. Errichtet im ersten Viertel des 20. Jh. Als bauliche Anlage, die auf den im Scheiderwald betriebenen Bergbau zurückgeht und diesen baulich dokumentiert, von geschichtlicher Bedeutung. Kulturdenkmal aus geschichtlichen Gründen. | Anfang 20. Jahrhundert  | 132637 DDB |
| Eine Fachwerkscheune von 1674                                                                             |                                           | Hauptstraße o. Nr. LageFlur: 7, Flurstück: 262/1     | Zur Straße giebelständiger Scheunenbau, der mit seinem großen Volumen von straßenraum bestimmender Qualität ist. Im Sturz des an der Traufseite gelegenen Tores inschriftliche Datierung 1674. Der Bau ist auf einem Bruchsteinsockel mit durchgehenden Ständern errichtet. Die Eckständer sind geschossweise durch Streben ausgesteift. Kulturdenkmal aufgrund seiner geschichtlichen und städtebaulichen Bedeutung. Kulturdenkmal aus geschichtlichen und städtebaulichen Gründen. | 1674                    | 176810 DDB |
| Laufbrunnen in Eibach                                                                                     | Laufbrunnen                               | Hauptstraße o. Nr. LageFlur: 7, Flurstück: 95/1      | An der Gabelung Reußeweg/Hauptstraße städtebaulich markant gelegener gusseiserner Laufbrunnen aus dem letzten Viertel des 19. Jh. Besonders eindrucksvoll der in der Mitte des achteckigen Trogs befindliche Brunnenschaft mit vier Wasserrohren und einem Knaufals oberem Abschluss. Kulturdenkmal aus geschichtlichen und städtebaulichen Gründen. | 1870 bis 1880           | 132633 DDB |
| Eine Fachwerkscheune von 1766                                                                             |                                           | Hauptstraße o. Nr. LageFlur: 7, Flurstück: 319/1     | Die Gesamtanlage am westlichen Ortsrand begrenzende Fachwerkscheune, inschriftlich datiert mit Nennung des Erbauers 1766. Im rückwärtigen Bereich liegt im ansteigenden Gelände ein Erdkeller. Kulturdenkmal aus geschichtlichen und städtebaulichen Gründen. | 1766                    | 133236 DDB |
| zweigeteiltes Fachwerkwohnhaus, inschriftlich datiert 1778                                                |                                           | Hauptstraße 41/43 LageFlur: 7, Flurstück: 80/4, 81   | Etwas von der Straße zurückliegend, ein traufständiges zweigeteiltes Fachwerkwohnhaus, inschriftlich datiert 1778. Über einem massiven Untergeschoss sind zwei Fachwerkgeschosse aufgestockt mit jeweils profilierten Schwellen und gering vorkragenden Balkenköpfen. Die Bundständer sind durch Mannformen ausgesteift. Die mittig zusammenliegenden Eingänge sind über eine Freitreppe erschlossen. Kulturdenkmal aus geschichtlichen Gründen. | 1778                    | 132624 DDB |
| Dieses um 1700 gebaute Fachwerkhaus war früher das Pfarrhaus von Eibach.                                  |                                           | Hauptstraße 47/49 LageFlur: 7, Flurstück: 84/1, 86/3 | Unmittelbar westlich vor der Gabelung der Hauptstraße mit dem Reußeweg gelegenes Fachwerkhaus. Der Bau ist zweigeschossig, der Geschossversatz mit umlaufend profilierter Schwelle und vorkragenden Balkenköpfe, Eckständer und Flachschnitzereien. Der in die Zeit um 1700 zu datierende Bau ist Kulturdenkmal aufgrund seiner geschichtlichen und städtebaulichen Bedeutung. Kulturdenkmal aus geschichtlichen und städtebaulichen Gründen. | 1695 bis 1705           | 132625 DDB |
| Fachwerkscheune, die jetzt für Veranstaltungen genutzt wird                                               |                                           | Hauptstraße 48 LageFlur: 7, Flurstück: 256/2         | An der Ecke Hesseneckstraße/Gieße in der ersten Hälfte des 19. Jh. errichtete Fachwerkscheune. Bemerkenswert ist das ungewöhnlich vollständig erhaltene Putzornament das zunächst mittels die Hölzer begleitender Streifen die Gefache weiter unterteilt und in den Flächen pflanzliche Motive zeigt. Heute zu Wohnzwecken umgebaut. Kulturdenkmal aus geschichtlichen Gründen. | Anfang 19. Jahrhundert  | 132628 DDB |
| Doppelscheune aus dem 18. Jh., jetzt ein Wohnhaus                                                         |                                           | Hauptstraße 69 LageFlur: 7, Flurstück: 214/1, 215/1  | Traufständige, von der Hauptstraße aus erschlossene Doppelscheune aus dem 18. Jh. Der Bau dokumentiert mit weiteren Scheunen den Variantenreichtum in Eibach bei der Errichtung bäuerlicher Wirtschaftsgebäude. Der langgestreckte Baukörper hat zudem besondere Qualität für die Bildung des Straßenraumes. Kulturdenkmal aus geschichtlichen und städtebaulichen Gründen. | 1800                    | 132623 DDB |
| Fachwerkbau aus der ersten Hälfte des 18. Jh.                                                             |                                           | Hauptstraße 71 LageFlur: 7, Flurstück: 210/1         | Zweigeschossiger giebelständiger Fachwerkbau der ersten Hälfte des 18. Jh. Im Obergeschoss ist das Fachwerk in sehr schöner Ausprägung erhalten. Die Eckständer mit schlanken, von Schaftringen unterbrochenen Säulen zwischen Voluten. Eck- und Bundständer sind durch Mannformen mit geschwungenen, mit Nasen besetzten Gegenstreben ausgesteift. Kulturdenkmal aus geschichtlichen und künstlerischen Gründen. | Anfang 18. Jahrhundert  | 132626 DDB |
| Dreiseitig umbaute Hofanlage, die mehrere Wohn- und Wirtschaftsgebäude aus dem 18. und 19. Jh. vereinigt. |                                           | Hauptstraße 72 LageFlur: 7, Flurstück: 223/1         | Dreiseitige umbaute Hofanlage, die mehrere Wohn- und Wirtschaftsgebäude aus dem 18. und 19. Jh. vereinigt. Das kontinuierliche Wachstum eines bäuerlichen Anwesens um einen Hof ist in Eibach singulär. Weitere Bedeutung kommt dem Hof durch das im rückwärtigen Bereich erhaltene ehemalige Brauhaus zu. Das gesamte Ensemble des Hofes ist Kulturdenkmal aufgrund seiner geschichtlichen Bedeutung. Kulturdenkmal aus geschichtlichen Gründen. | 1800                    | 132627 DDB |
| Eine „Landvilla“ erbaut 1904 für den Steiger Moritz Jung, im Stil des Historismus.                        | Villa                                     | Hauptstraße 87 LageFlur: 7, Flurstück: 139           | „Landvilla“ erbaut 1904 für den Steiger Moritz Jung, Eibach, im Stil des Historismus. Schlicht gehaltenes Gebäude mit seitlichem Giebelrisalit, am Hang gelegen, Bruchsteinsockelgeschoss und Erdgeschoss mit roter Ziegelgliederung geziert. Ober- bzw. Dachgeschoss in Fachwerk, Schieferdeckung. Moritz Jung war Steiger des Bergbauwesens der Eisenerzgruben im Bereich Eibach. Kulturdenkmal aus geschichtlichen und künstlerischen Gründen. | 1904                    | 133263 DDB |
| Fachwerkbau inschriftlich datiert 1609.                                                                   |                                           | Hesseneckstraße o. Nr. LageFlur: 7, Flurstück: 265   | Scheune mit Stall, inschriftlich datiert 1609. Der Bau gehört so zu den ältesten bäuerlichen Bauten in Eibach und hat deshalb einen besonderen geschichtlichen Wert. Bemerkenswert das aus Klötzchen gebildete Fries des Scheunensturzes. Kulturdenkmal aus geschichtlichen Gründen. | 1609                    | 176811 DDB |
| Evangelische Kirche in Dillenburg-Eibach                                                                  | Evangelische Kirche                       | Kirchberg o. Nr. LageFlur: 7, Flurstück: 108         | Die heutige Gestalt der Kirche geht auf die Erneuerung eines älteren, baufälligen Baus zurück, die 1783 durchgeführt wurde. Es wurde ein Bruchsteinbau errichtet, außen steinsichtig verputzt, mit rechteckigem Schiff und etwas eingezogenem, ebenfalls rechteckigem Chor. Beide Bauteile werden von einem einheitlichen Walmdach überdeckt mit einem quadratischen Dachreiter mit Pyramidenhelm in Firstmitte. Auf der Nordseite befindet sich ein jüngerer Anbau. Im Inneren dreiseitig umlaufende Emporen auf Holzsäulen mit Schaftringen. Jeweils vier Brüstungsfelder werden von Lisenen unterbrochen, der obere Abschluss ist profiliert. In der Längsachse der Kirche hinter dem Altar die noch aus dem 17. Jh. stammende Kanzel mit einer reichen Gliederung durch Pilaster, der untere Rand mit einer Ornamentierung in Beschlagwerk formen. Die Wangen des Gestühls mit Rankenschnitzereien der Zeit um 1783. Kulturdenkmal aus geschichtlichen Gründen. Kulturdenkmal aus geschichtlichen und künstlerischen Gründen. | 1783                    | 132629 DDB |
| Neumühle in Eibach                                                                                        | Neumühle                                  | Neue Mühle 1 LageFlur: 6, Flurstück: 272             | Südwestlich von Eibach gelegen die sog. Neumühle, im 19. Jh. errichtet. Das Mahlwerk ist vollständig erhalten, so dass der Mühle neben der ortsgeschichtlichen eine technikgeschichtliche Bedeutung zukommt und sie deshalb Kulturdenkmal ist. Kulturdenkmal aus geschichtlichen Gründen. | 1900                    | 132638 DDB |
| Ein Fachwerkbau aus dem 17. JH mit einer 1835 datierten Tür                                               |                                           | Reußeweg o. Nr. LageFlur: 7, Flurstück: 92/1         | Ende 17. JahrhundertGiebelständiger Fachwerkbau noch des 17. JH., über zwei Geschosse reichende Eckständer, enge Ständerstellung, die Geschossbalken mit Konsolenfries, geschoßweise Aussteifung durch hohe Fußstreben. Sehr schön die dreiteilige, 1835 datierte Tür, daneben der Zugang zum Stall. Kulturdenkmal aus geschichtlichen und künstlerischen Gründen. | 17. Jahrhundert         | 132634     |
| Eine ehemalige Fachwerkscheune, jetzt ein Wohnhaus                                                        |                                           | Reußeweg 1 LageFlur: 7, Flurstück: 90/1              | Fachwerkscheune, errichtet um 1700. Der Bau ist mit über beide Geschosse reichenden Ständern errichtet. Bemerkenswert an diesem Bau und in der Dill-Region ungewöhnlich ist die giebelseitige Erschließung. Dem Bau kommt deshalb innerhalb der Typologie bäuerlicher Wirtschaftsbauten ein besonderer Wert zu. Kulturdenkmal aus geschichtlichen Gründen. | 1695 bis 1705           | 132635 DDB |
| Fachwerkbau, inschriftlich datiert 1763                                                                   |                                           | Reußeweg 6 LageFlur: 7, Flurstück: 220               | Zweigeschossiger traufständiger Fachwerkbau, inschriftlich datiert 1763. Als Bestandteil einer geschlossenen Bebauung auf der südlichen Seite des Reußewegs mit Scheunen und Wohnbauten, die sich nach Westen und Osten fortsetzt, von städtebaulichem Wert, durch die auf einen Dorfbrand hinweisende Inschrift von besonderem Wert für die Dokumentation der Ortsgeschichte. Kulturdenkmal aus geschichtlichen und städtebaulichen Gründen. | 1763                    | 132630 DDB |
| Ein Fachwerkbau von 1779                                                                                  |                                           | Reußeweg 14 LageFlur: 7, Flurstück: 211              | Giebelständiger, etwas aus der Bauflucht des Reußewegs zurückspringen der Fachwerkbau, im Putz datiert 1779. Die Giebelseite vollkommen ungestört mit gering vorkragenden Geschossversätzen, ungestörtem Verlauf der Aussteifung der Bundständer durch Fuß- mit Gegenstreben. In den Gefachen geringe Reste von Putzornamentik. Kulturdenkmal aus geschichtlichen Gründen. | 1779                    | 132631 DDB |
| Die alte Schmiede von Eibach, inschriftlich datiert 1771                                                  | Alte Schmiede                             | Reußeweg 17 LageFlur: 7, Flurstück: 124              | Auf der nördlichen Seite des Reußeweges die alte Schmiede von Eibach, in schriftlich datiert 1771. Kulturdenkmal aus geschichtlichen Gründen. | 1771                    | 132632 DDB |
| Dieser Schulbau wurde 1913 errichtet.                                                                     |                                           | Schulstraße 10 LageFlur: 7, Flurstück: 340/1         | Westlich des historischen Ortskerns gelegener Schulbau, 1913 errichtet. Der Bau mit hohem Krüppelwalmdach und Querhaus über dem Zugang, der von einer überdeckten Treppe erschlossen wird. Neben der angenehmen Proportion ist die Materialdifferenzierung mit Bruchstein-, Putz- und verschieferten Flächen hervorzuheben. Kulturdenkmal aus geschichtlichen und künstlerischen Gründen. | 1913                    | 132636 DDB |

### Frohnhausen
| Bild                                           | Bezeichnung                                    | Lage                                                                        | Beschreibung | Bauzeit                         | Objekt-Nr. |
| ---------------------------------------------- | ---------------------------------------------- | --------------------------------------------------------------------------- | --- | ------------------------------- | ---------- |
| Bahnhof                                        | Bahnhof                                        | Bahnhofstraße 17 LageFlur: 5, Flurstück: 347/14                             | Südlich des Ortskerns, auf dem linken Dietzhölzufer gelegenes Bahnhofsgebäude, 1892 im Zuge der Errichtung der Dietzhölztal-Linie erbaut. Typenentwurf mit reizvollen Details wie etwa das Freigespärre mit Schopfwalm. Vergleichbare Bauten wurden in Ewersbach, Eibeishausen und Wissenbach errichtet. Kulturdenkmal aufgrund seiner geschichtlichen Bedeutung, die sich sowohl auf die Siedlungs- als auch die Baugeschichte bezieht. Kulturdenkmal aus geschichtlichen, künstlerischen und städtebaulichen Gründen. | 1892                            | 132640 DDB |
| weitere Bilder                                 | Evangelische Kirche                            | Brühlstraße o. Nr., Bei der Kirche LageFlur: 2, Flurstück: 223, 224         | Die Kirche liegt inmitten des ummauerten Kirchhofes. Der Kirchhof ist zugänglich von der Brühlstraße und von einer kurzen Verbindungsgasse zur Hauptstraße, in deren verlängerter Achse eine Gedenkstätte liegt. Die Kirche mit gotischem Westturm mit gekuppelten, spitzbogigen Schallarkaden und einem achtseitigen Spitzhelm. Der sich anschließende Saalbau mit steilem Walmdach wurde 1780–1784 errichtet, wie der Turm in Bruchstein. Im Innern dreiseitige Emporen, die quer auf die vor der südlichen Längswand befindlichen Altar und Kanzel orientiert sind. Hervorzuheben ist der vorzügliche Schalldeckel der Kanzel. Die Decke, zur Wand mit flacher Voute, vermittelt, mit drei von Stuckgesimsen gerahmten Spiegeln. Der Fußboden ist aus kleinen Steinen zusammengesetzt, die ährenförmig verlegt sind. Kulturdenkmal aus geschichtlichen, künstlerischen und städtebaulichen Gründen. | 1780 bis 1784                   | 132641 DDB |
| Gesamtanlage Historischer Ortskern Frohnhausen | Gesamtanlage Historischer Ortskern Frohnhausen | Gesamtanlage Historischer Ortskern Lage                                     | Frohnhausen liegt nordöstlich von Dillenburg auf der rechten Uferseite der Dietzhölze. Das Dorf war im 18. Jh. das größte im Dillenburger Amtsbereich. Es wurde 1778 bei einem Dorfbrand zerstört. Nur wenige Gebäude sowie der Kirchhof mit dem gotischen Westturm der Kirche überdauerten den Brand. Der nach dem Brand erstellte Situationsplan zeigt, dass Frohnhausen ein unregelmäßig bebautes Haufendorf war. Begünstigt durch eine 1774 eingerichtete Feuerversicherungsanstalt, erfolgte sofort nach dem Brand der Wiederaufbau des Dorfes nach einem Bebauungsplan des Dillenburger Bauinspektors Sckell. Der Bebauungsplan zeigt drei zur Dietzhölze parallele Straßenzüge, die von einer Querachse und zwei kürzeren Gassen gekreuzt werden. Im nordöstlichen Abschnitt der Hauptstraße (der mittleren der drei zur Dietzhölze parallelen Straßen) und in der genannten Querachse (Rathausstraße/Bahnhofstraße) befand sich ursprünglich ein offener Wasserlauf. Im Schnittpunkt dieser beiden Straßen lag das Bürgermeisteramt, ursprünglich ein stattlicher barocker Fachwerkbau, der jedoch durch einen modernen Bau ersetzt wurde. Der Gebäudetyp des Wiederaufbaus waren giebelständige Einhäuser mit gleichbleibender Firstausrichtung. Die Gebäude waren unmittelbar sich gegenüberliegend angeordnet, so dass dazwischen offene Hofräume entstanden, die auch heute noch größtenteils unbebaut sind. Bemerkenswert in diesem Zusammenhang ist, dass dem Bevölkerungswachstum zu Beginn des 19. Jh. nicht mit baulicher Erweiterung, sondern mit planmäßig durchgeführten Gebäudeteilungen geantwortet wurde. Die beim Wiederaufbau errichteten Gebäude variierten in ihrer Größe nach den Besitzverhältnissen der Eigentümer. Die Vermögenderen erhielten die zentralen Bauplätze, vollkommen mittellose erhielten am Ortsrand Parzellen, die im Besitz der Voreigentümer verblieben, bis jene sie erwerben konnten. Das heutige Erscheinungsbild Frohnhausens ist von diesen Bedingungen des Wiederaufbaus nach 1778 und der Gebäudeteilungen im frühen 19. Jh. geprägt, so dass eine Gesamtanlage aufgrund der geschichtlichen Bedeutung ausgewiesen wird. Die Gesamtanlage umfasst die Bebauungsgrenze des planmäßig wieder aufgebauten Dorfes von 1778, ergänzt um eine Mühlenanlage am südöstlichen Ortsrand. Innerhalb der Gesamtanlage liegt der unregelmäßig begrenzte Kirchhof, der den nordöstlichen Abschluss der Brühlstraße bildet und von der Hauptstraße durch eine kurze Gasse erschlossen wird. Gebäude innerhalb der Gesamtanlage sind folgende: Bahnhofstraße 2 1, 1a Brühlstraße 2–26 1–25, 25a, o. Nr. Kirche (KD) Hauptstraße 24–106 13–95 Lindenstraße 10–20, 22 (KD), 24–84 7, 11a, 11–27, 31–73 Mühlenweg 4 3, 3a Rathausstraße 2 1a, 3 Kulturdenkmal aus geschichtlichen Gründen. | 1778 bis Anfang 19. Jahrhundert | 132639 DDB |
|                                                |                                                | Hauptstraße 56/58 LageFlur: 1, Flurstück: 218/1                             | Zweigeschossiger giebelständiger Fachwerkbau, städtebaulich und geschichtlich bedeutsamer Bestandteil des planmäßigen Wiederaufbaus nach 1778. Kulturdenkmal aus geschichtlichen Gründen. | Ende 17. Jahrhundert            | 132642 DDB |
|                                                |                                                | Hauptstraße 77/79, Hauptstraße LageFlur: 2, Flurstück: 141, 142, 143, 144/1 | Über massivem Untergeschoss errichtetes zweigeschossiges Fachwerkeinhaus mit zwei Wohneinheiten, die auf planmäßige Gebäudeteilungen zu Beginn des 19. Jh. zurückgehen. Der im Zuge des Wiederaufbaus Frohnhausens errichtete Bau ist durch seine die Brandereignisse von 1778 wiedergebende In schrift und die gedrehten Säulen der Eckständer besonders bedeutsam. Kulturdenkmal aus geschichtlichen Gründen. | Anfang 19. Jahrhundert          | 132643 DDB |
|                                                |                                                | Hauptstraße 85/87 LageFlur: 2, Flurstück: 108, 109/1                        | Stattliches zweigeschossiges Fachwerkeinhaus mit umlaufend profilierten Schwellen über einem teilweise ebenfalls in Fachwerk ausgeführten Untergeschoss errichtet. Ursprünglich erhaltener Bestandteil des planmäßigen Wiederaufbaus Frohnhausens nach 1778 – auch die vorgenommene Gebäudeteilung erfolgte zu Beginn des 19. Jh. planmäßig. Kulturdenkmal aus geschichtlichen und städtebaulichen Gründen. | Ende 17. Jahrhundert            | 132644 DDB |
|                                                |                                                | Hauptstraße 95 LageFlur: 2, Flurstück: 79/1                                 | Zweigeschossiger giebelständiger Fachwerkbau, der den Teil des 1778 planmäßig wiedererrichteten Ortskerns von Frohnhausen nach Nordosten begrenzt. Im Unterschied zu den übrigen Gebäuden wurde der Bau mit durchgehenden Ständern aufgeschlagen. Rähm und Schwelle liegen aufeinander auf und sind durch eine Profilierung optisch getrennt. Kulturdenkmal aus geschichtlichen Gründen. | 1778                            | 132645 DDB |
| Sauerbrunnen                                   | Sauerbrunnen                                   | Obere Waldstraße o. Nr. LageFlur: 5, Flurstück: 432/1                       | Brunnenanlage des Heimat- und Geschichtsvereins aus dem Jahre 1931, konzipiert von dem einheimischen Bildhauer Fritz Sauer. Märchenhafte Darstellung mit einem Knaben und zwei Wasser speienden Fabelwesen mit stilistischen Anklängen an das Art Déco. Im Sockelbereich der am Hang gelegenen halbrunden Terrassenanlage aus Bruchstein eine knochenartige Grotte mit einem zweiten Wasserbecken. Kulturdenkmal aus künstlerischen und städtebaulichen Gründen. | 1931                            | 133264 DDB |

### Manderbach
| Bild           | Bezeichnung         | Lage                                                                          | Beschreibung | Bauzeit              | Objekt-Nr. |
| -------------- | ------------------- | ----------------------------------------------------------------------------- | --- | -------------------- | ---------- |
|                |                     | Dillenburger Straße o. Nr., Kirchstraße LageFlur: 17, Flurstück: 290, 438/289 | In Fachwerk errichtete Doppelscheune, die Teil des planmäßigen Wiederaufbaus des Unterdorfs nach dem Brand von 1825 ist. Bemerkenswert neben der bautypologischen Form der Doppelscheune ist der Stroh-Lehm-Behang an der westlichen Traufseite, der in dieser Form im Dillgebiet nur noch in Ober-Roßbach (Haiger) zu finden ist. Kulturdenkmal aus geschichtlichen Gründen. | 1825                 | 132649 DDB |
| weitere Bilder | Evangelische Kirche | Dillenburger Straße 1 LageFlur: 17, Flurstück: 370/2                          | 1830 fertig gestellter kleiner Saalbau, in Bruchstein errichtet. Walmdach mit mittigem Dachreiter, Laterne und Spitzhelm. Zugang auf der Ostseite mit schöner zweiflügeliger Tür mit vorgesetzten Füllungen. Der als Eierstab ausgebildete Kämpfer mit Datierung 1831. Im Innern flache Decke auf zwei Längsunterzügen. Dreiseitige Emporen auf Holzsäulen, die auf der Empore bis zu den Unterzügen fortgeführt werden. Die Kanzel mit Schalldeckel liegt erhöht hinter dem Altar vor der Westwand. Bemerkenswert die Wangen des Gestühls mit hängenden Tüchern in flachem Relief. Die an der Nahtstelle zwischen Unter- und Oberdorf errichtete Kirche ist Kulturdenkmal aufgrund ihrer geschichtlichen, künstlerischen und städtebaulichen Bedeutung. Kulturdenkmal aus geschichtlichen, künstlerischen und städtebaulichen Gründen. | 1830                 | 132648 DDB |
|                |                     | Frohnhäuser Straße 1 LageFlur: 17, Flurstück: 341/1                           | Zweigeschossiges Fachwerkeinhaus über massivem Untergeschoss. Einziger Bau im südlichen Ortsteil Manderbachs, der auf dessen planmäßigen Wiederaufbau nach dem Dorfbrand von 1825 zurückgeht und seine ursprüngliche Gestalt bewahrt. Charakteristisch etwa ist das riegellose Fachwerk des Giebels. Kulturdenkmal aus geschichtlichen Gründen. | 1825                 | 133238 DDB |
|                |                     | Hauptstraße 7/9 LageFlur: 18, Flurstück: 185, 186                             | Giebelständiges Fachwerkgebäude, verkleidet bzw. verputzt, Teile einer Fachwerkkonstruktion der Zeit um 1700 sind jedoch sichtbar. Der Bau liegt im nördlichen, vom Dorfbrand 1825 verschonten Ortsteil. Kulturdenkmal aus geschichtlichen Gründen. | 1695 bis 1705        | 132647 DDB |
|                |                     | Siegenbachstraße 5, Siegenbachstraße LageFlur: 18, Flurstück: 131/1, 134/2    | Fachwerkscheune noch des 18. Jh., mit durchgehenden Ständern errichtet, mit profilierten Geschossbalken und sehr schönem Feuerbock über dem Scheunentorsturz. Kulturdenkmal aus geschichtlichen Gründen. | Ende 18. Jahrhundert | 132650 DDB |

### Nanzenbach
| Bild                                          | Bezeichnung                                   | Lage                                                                  | Beschreibung | Bauzeit                | Objekt-Nr. |
| --------------------------------------------- | --------------------------------------------- | --------------------------------------------------------------------- | --- | ---------------------- | ---------- |
| Gesamtanlage Historischer Ortskern Nanzenbach | Gesamtanlage Historischer Ortskern Nanzenbach | Gesamtanlage Historischer Ortskern Lage                               | Das 1342 erstmals genannte Nanzenbach liegt nordöstlich von Dillenburg in einem Taleinschnitt. Das Dorf wurde 1772 bei einem Brand vollkommen zerstört. Eine Ausnahme war die Kirche, die inzwischen aber auch durch einen zeitgenössischen Bau ersetzt wurde. Der planmäßig durchgeführte Wiederaufbau nach einem Plan des Dillenburger Baumeisters Terlinden wurde 1773 begonnen und 1775 abgeschlossen. Bei der Planung des Wiederaufbaus wurden traditionelle Nachbarschaften berücksichtigt. Zur Bestimmung der Größen der künftigen Bauten wurden zunächst die Vermögensverhältnisse der Bewohner erfasst. Der Wiederaufbau erfolgte in der Form eines regelmäßigen Straßendorfes mit kurzen Querstraßen. Die giebelständigen Einhäuser wurden versetzt angeordnet, so dass jeweils der Hofraum der einen Seite dem Gebäude der anderen gegenüber liegt. Der zur Straße liegende Wohnteil wurde aus feuerpolizeilichen Gründen giebelseitig erschlossen. Wohnteil und Scheunenteil wurden durch eine Brandmauer voneinander getrennt. Der stetige Bevölkerungsanstieg um 1800 führte zunächst zu planmäßig durchgeführten Gebäudeteilungen, bevor sich der Ort in der Zeit um 1900 entlang der Goldbachstraße weiter ausdehnte. Die Gesamtanlage umfasst den gesamten Bereich des planmäßig wiedererrichteten Dorfes in der Hauptstraße und in der Schwarzbachstraße. Im Verhältnis zu vergleichbaren Orten wie Frohnhausen zeichnet sich Nanzenbach durch einen weitgehenden Erhalt der auf den Wiederaufbau zurückgehenden Bausubstanz aus, was dem Ort einen besonderen geschichtlichen Wert verleiht. Im Ortsbild kontrastieren die beim Wiederaufbau neu errichteten Bauten in sehr sparsamen, rein konstruktiven Fachwerkformen mit solchen, die in benachbarten Orten erworben und in Nanzenbach lediglich neu aufgeschlagen wurden. Sie heben sich durch ein noch barockes Fachwerkgefüge hervor. Die Lage des Dorfes in einem Taleinschnitt begünstigte die Anlage von Erdkellern in den rückwärtigen Hofbereichen. Sie sind wichtiger Bestandteil der Gesamtanlage. Gebäude innerhalb der Gesamtanlage sind folgende: Gasse 2, 4 1 (KD), 3 Goldbachstraße 2 1 Hauptstraße 32–104 33105 Schwarzbachstraße 2, 6, 8, 10, 12 (KD), 14 1 (KD), 3, 5 (KD) Kulturdenkmal aus geschichtlichen Gründen. | 18. Jahrhundert        | 132651 DDB |
| Grube Stilling                                | Grube Stilling                                | Grube Stilling 1 LageFlur: 13, Flurstück: 80/1, 80/2, 80/3            | Wohnhaus mit Werkstatt, beides Fachwerkgebäude aus der Zeit um 1900. Die Baugruppe verdeutlicht die kleinteilige Struktur des Bergbaus dieser Zeit mit zahlreichen kleinen Grubenanlagen mit nur wenigen Arbeitern. Wohnhaus und Werkstatt sind Kulturdenkmale aufgrund ihrer geschichtlichen Bedeutung. Kulturdenkmal aus geschichtlichen Gründen. | Um 1900                | 184024 DDB |
|                                               |                                               | Hauptstraße 37 LageFlur: 30, Flurstück: 56                            | An der Ecke zur Goldbachstraße gelegenes zweigeschossiges Einhaus über massivem Sockelgeschoss, Scheunenteil zu Wohnzwecken umgenutzt. Für das Ortsbild in wichtiger Auftaktlage befindlicher Bestandteil des planmäßigen Dorfwiederaufbaus nach dem Brand von 1772. Kulturdenkmal aus geschichtlichen und städtebaulichen Gründen. | 18. Jahrhundert        | 132652 DDB |
|                                               |                                               | Hauptstraße 40 LageFlur: 30, Flurstück: 151/1, 153/1                  | Geschichtlich und städtebaulich bedeutsamer Fachwerkbau als Bestandteil der einheitlichen Neuanlage des Dorfes nach dem verheerenden Brand von 1772 auf der Grundlage einer Typenplanung des fürstlich-dillenburgischen Baumeisters Terlinden. Kulturdenkmal aus geschichtlichen und städtebaulichen Gründen. | 18. Jahrhundert        | 132653 DDB |
|                                               |                                               | Hauptstraße 42 LageFlur: 30, Flurstück: 154/1                         | Künstlerische, städtebauliche und geschichtliche Bedeutung als gut proportionierter, in den Hölzern kräftiger Sichtfachwerkbau im Zusammenhang des plangebundenen, typenkonformen Wiederaufbaus des Dorfes Nanzenbach nach dem Brand von 1772. Kulturdenkmal aus geschichtlichen, künstlerischen und städtebaulichen Gründen. | 18. Jahrhundert        | 132654 DDB |
|                                               |                                               | Hauptstraße 48 LageFlur: 30, Flurstück: 163/1                         | Zweigeschossiges Fachwerkeinhaus, Scheunenteil verändert, Bestandteil des planmäßigen Wiederaufbaus nach dem Dorfbrand von 1772. Der Bau mit den Charakteristiken der einheitlichen Planung des Wiederaufbaus, wie der giebelseitige Zugang, hebt sich aber durch sein Fachwerkgefüge (profilierter Geschossversatz, Mannformen) und Schmuckformen (Eckständer mit Balustern) als vermutlich translozierter Bau hervor. Kulturdenkmal aus geschichtlichen Gründen. | 18. Jahrhundert        | 132655 DDB |
|                                               |                                               | Hauptstraße 53 LageFlur: 30, Flurstück: 35                            | Geschichtlich und städtebaulich durch seine Lage gegenüber der Einmündung der Schwarzbachstraße bedeutsamer, weitgehend in ursprünglichem Zustand befindlicher Bestandteil der planmäßigen Neuanlage des Dorfes Nanzenbach mit Typenhäusern nach dem Dorfbrand von 1772, einem Bebauungsplan des Dillenburger Baumeisters Terlinden folgend. Kulturdenkmal aus geschichtlichen und städtebaulichen Gründen. | 18. Jahrhundert        | 132656 DDB |
|                                               |                                               | Hauptstraße 55 LageFlur: 30, Flurstück: 34/5                          | Giebelständiges Fachwerkeinhaus über massivem Sockelgeschoss, Bestandteil des planmäßigen Wiederaufbaus nach dem Brand von 1772. Die geringen Ausmaße des Hofes belegen die Berücksichtigung der Vermögensverhältnisse der Bauern bei der Planaufstellung durch den Baumeister Terlinden. Kulturdenkmal aus geschichtlichen und städtebaulichen Gründen. | 18. Jahrhundert        | 132657 DDB |
|                                               |                                               | Hauptstraße 56 LageFlur: 30, Flurstück: 434/172                       | Giebelständiges Fachwerkeinhaus, Bestandteil des planmäßigen Wiederaufbaus Nanzenbachs nach dem Brand von 1772. An der Einmündung der Schwarzbachstraße in die Hauptstraße besonders markant gelegen. Der Bau weist wie Hauptstraße 48 noch barocke Elemente auf und hebt sich auf diese Weise von den übrigen, schlichteren Bauten ab. Kulturdenkmal aus geschichtlichen und städtebaulichen Gründen. | 18. Jahrhundert        | 132658 DDB |
|                                               |                                               | Hauptstraße 60/62, Gasse 1 LageFlur: 31, Flurstück: 106/1, 107, 108/1 | Giebelständiges Fachwerkeinhaus, Bestandteil des planmäßigen Wiederaufbaus Nanzenbachs nach dem Dorfbrand von 1772. Der Bau ist besonders wertvoll durch seine zweizeilige Inschrift im Rähm des Erdgeschosses, die die Brandereignisse von 1772 und den folgenden Wiederaufbau des Dorfes beschreibt. Kulturdenkmal aus geschichtlichen Gründen. | 18. Jahrhundert        | 132659 DDB |
|                                               |                                               | Hauptstraße 76 LageFlur: 31, Flurstück: 130/2                         | Der Bau ist beispielhaft für den Gebäudetyp, der im Zuge des Wiederaufbaus nach dem Dorfbrand 1772 errichtet wurde. Sowohl Wohn- als auch Scheunenteil – bei den übrigen Gebäuden oft schon umgestaltet – sind in ihrer ursprünglichen Form erhalten. Das Strebenwerk des Fachwerks ist reduziert auf die Eckständer aussteifende hohe Fußstreben. Kulturdenkmal aus geschichtlichen Gründen. | 18. Jahrhundert        | 132660 DDB |
|                                               |                                               | Hauptstraße 82/84 LageFlur: 31, Flurstück: 137/1                      | Wie Hauptstraße 76 zeichnet sich auch dieser Bau durch den weitgehenden Erhalt seiner ursprünglichen Form mit Wohn- und Scheunenteil aus, wie er nach dem Dorfbrand von 1772 als Teil des planmäßigen Wiederaufbaus errichtet wurde. Das Fachwerkgefüge im Obergeschoss und Giebel ist aufwendiger mit Geschossversatz und Eck- und Bundständer aussteifenden Mannformen. Kulturdenkmal aus geschichtlichen und städtebaulichen Gründen. | 18. Jahrhundert        | 132661 DDB |
|                                               |                                               | Hauptstraße 87 LageFlur: 31, Flurstück: 70/3                          | Fachwerkbau, Bestandteil des planmäßigen Wiederaufbaus Nanzenbachs nach dem Dorfbrand von 1772. Nicht die Regel in Nanzenbach ist die Verwendung von über beide Geschosse reichenden Ständern. Die eingezapften Geschossbalken sind profiliert. An der Traufseite Feuerbock, Ständer und Streben mit Flachschnitzereien. Kulturdenkmal aus geschichtlichen Gründen. | 18. Jahrhundert        | 132662 DDB |
| Bahnhof Herrnberg                             | Bahnhof Herrnberg                             | Herrnberg 1 LageFlur: 10, Flurstück: 76/1                             | Im ersten Viertel des 20. Jh. errichtetes Bahnhofsgebäude, Haltestation im oberen Scheldetal für die Arbeiter der hier einstmals zahlreichen Gruben. Als wichtiger Funktionsbau des Bergbaubetriebs im Schelder-Wald von geschichtlicher Bedeutung und deshalb Kulturdenkmal. Kulturdenkmal aus geschichtlichen Gründen. | Anfang 20. Jahrhundert | 132667 DDB |
|                                               |                                               | Schwarzbachstraße 1 LageFlur: 30, Flurstück: 175/1                    | Zweigeschossiger Fachwerkbau mit massivem Sockelgeschoss, der zusammen mit Hauptstraße 56 eine lang gestreckte Hauseinheit bildet. Der Bau liegt in der zur Hauptstraße herabführenden Schwarzbachstraße städtebaulich markant. Der Giebel zeigt durchgehende Ständer, die im Obergeschoss durch Mannformen ausgesteift sind. Teil des planmäßigen Wiederaufbaus Nanzenbachs nach 1772. Kulturdenkmal aus geschichtlichen und städtebaulichen Gründen. | 18. Jahrhundert        | 132663 DDB |
|                                               |                                               | Schwarzbachstraße 5 LageFlur: 31, Flurstück: 206                      | Fachwerkhaus mit Wohn- und Scheunenteil in ursprünglicher Aufteilung aus der Zeit des Wiederaufbaus Nanzenbachs nach 1772. Der Scheunenteil mit jüngerer Erweiterung. Abweichend von den übrigen Bauten ist der Wohnteil traufseitig vom Hof aus erschlossen. Sehr schöne horizontal geteilte Tür mit vier Füllungen aus der zweiten Hälfte des 18. Jh. Kulturdenkmal aus geschichtlichen und städtebaulichen Gründen. | 18. Jahrhundert        | 132664 DDB |
|                                               |                                               | Schwarzbachstraße 12 LageFlur: 30, Flurstück: 181/1                   | Der Wiederaufbau Nanzenbachs nach 1772 sah die Bebauung der langgezogenen Hauptstraße, der nach Süden abzweigenden Schwarzbachstraße und der Gasse vor. Schwarzbachstraße 12 markiert den südlichen Rand des Ortskerns. Kulturdenkmal aus geschichtlichen und städtebaulichen Gründen. | 18. Jahrhundert        | 132665 DDB |
| Zentralwerkstätte Herrnberg                   | Zentralwerkstätte Herrnberg                   | Zentralwerkstätte Herrnberg o. Nr. LageFlur: 10, Flurstück: 131/8     | Von der zentralen Werkstätte der Gruben im oberen Scheide-Tal sind erhalten der Bau der Direktoren-Villa und ein Teil der Werkstattgebäude, beide errichtet in der Zeit nach 1900. Villa und Werkstattgebäude sind Kulturdenkmale aufgrund ihrer geschichtlichen Bedeutung. Sie dokumentieren eindringlich die Bedeutung des Bergbaus im Schelder-Wald für die Eigen-Verhüttung im Dill-Gebiet. Kulturdenkmal aus geschichtlichen Gründen. | Anfang 20. Jahrhundert | 132666 DDB |

### Niederscheld
| Bild | Bezeichnung         | Lage | Beschreibung | Bauzeit              | Objekt-Nr. |
| --- | ------------------- | --- | --- | -------------------- | ---------- |
| Fachwerkbau aus der zweiten Hälfte des 18. Jh.                                                                             |                     | Dillgasse 5/7 LageFlur: 9, Flurstück: 61/3, 62/4 | Zweigeschossiger traufständiger Fachwerkbau der zweiten Hälfte des 18. Jh. An der Traufseite Geschossversatz mit vorkragenden Balkenköpfen, profilierter Schwelle, zwischen den Balken jeweils schmale Kehlen und Füllholz mit Rundstab. Das Rahm des Erdgeschosses mit Resten eines Klötzchenfrieses. Kulturdenkmal aus geschichtlichen Gründen. | 1845 bis 1855        | 132668     |
| Die Adolfshütte in Dillenburg-Niederscheld ist ein historisch gewachsener Standort der Eisenindustrie im Lahn-Dill-Gebiet. | Adolfshütte         | Eisenbahn, Dill (Gew. II), Die Adolfshütte, Adolfshütte LageFlur: 17, Flurstück: 10/1, 164/85, 221/11, 221/13, 221/15, 221/16, 65/15, 82/1, 86/1, 86/2, 87, 88/1, 9/1 | Die Adolfshütte in Dillenburg-Niederscheld ist ein historisch gewachsener Standort der Eisenindustrie im Lahn-Dill-Gebiet. Als „Schelder Hammer“ 1606 von Graf Georg von Nassau-Oranien gegründet, wurde das Hammerwerk 1839 von dem geistlichen Inspektor Christian Frank ersteigert und zusammen mit seinem Bruder Georg – ebenfalls ein Pfarrer – wandelte er es in eine Hütte zur Produktion von Roheisen um. Diese erhielt nun den Namen Adolfshütte, nach dem regierenden Herzog Adolf von Nassau-Weilburg. 1888 wurde der Betrieb in eine Gießerei mit der Spezialität des Ofenbaus umgewandelt. Die historische Verbindung zwischen der Stadt Dillenburg und dem niederländischen Königshaus nutzend, wurden die „Oranier-Öfen“ und „-Herde“ der Adolfshütte weltweit bekannt. Unter Dr. Julius Frank wurde der Betrieb ab 1906 unter dem Namen „Franksche Eisenwerke“ bis 1934 fortgeführt, dann wurde die Leitung an die Geschäftsführer Bernhard Rolfes und Wilhelm Blum übergeben. Während des „Dritten Reiches“ wurde das Werk kriegswichtiger Betrieb, da u. a. Teile der V1-Rakete hier hergestellt wurden. Dabei kamen auch Zwangsarbeiter zum Einsatz. In den fünfziger Jahren waren die Frankschen Eisenwerke eines der bedeutendsten Industrieunternehmen der Wiederaufbauphase nach dem Zweiten Weltkrieg.1994 ging der Familienbetrieb in Konkurs. Bedingt durch Umbauten und Erweiterungen, vor allem aber durch die schweren Zerstörungen im Zweiten Weltkrieg ist von den alten Baulichkeiten des Eisenwerkes nur noch wenig erhalten. Das heute bestehende Ensemble ist jedoch von Bauten geprägt, die in ihrer Konzeption in die Zeit der dreißiger Jahre zurückreichen. Sie gehen auf Planungen des Architekten Wils (Willy Karl) Ebert zurück, der von 1929 bis 1933 am Bauhaus in Dessau studierte und 1933/34 Mitarbeiter im Büro von Walter Gropius in Berlin war. Er vertrat diesen beim CIAM-Kongress in Athen. Gropius war durch seine Heirat mit Ise Frank unmittelbar mit der Unternehmerfamilie verbunden und hat selbst Entwürfe für Oranieröfen geliefert. 1934 durch die Nationalsozialisten in die Emigration gezwungen, hat Gropius einen Teil seines Aufgabenbereichs seinem Mitarbeiter Ebert überlassen, der von Mitte der dreißiger Jahre bis 1953 mit Bauplanungen für das Werk und Designentwürfen für Produkte der Adolfshütte betraut wurde und dessen durch das Bauhaus geprägter Architekturstil unter Bauleiter Weimar auch für die nachfolgenden Bauten der sechziger bis siebziger Jahre beibehalten wurde. Ebert machte sich nach dem Zweiten Weltkrieg einen Namen vor allem durch Siedlungsbauten in Berlin, die heute teilweise unter Denkmalschutz stehen. So die Siedlung Mariendorf-Ost, das größte Wohnungsbauvorhaben in West-Berlin nach Ende des Zweiten Weltkriegs. Die Industriebauten der Adolfshütte sind in seinem Œuvre singulär. Die heute bestehenden Gebäude der Adolfshütte bilden in ihrem Kern eine weitgehend zusammenhängende Gruppe baulicher Anlagen. Sie sind geprägt durch braunrotes Ziegelmauerwerk und flachen Dächern; die Fassadengliederung besteht aus regelmäßig angeordneten, meist liegenden, vertikal gegliederten Fenstern mit Holzrahmen. Innerhalb dieser Gruppe sind zwei Gebäude von besonderer Bedeutung: Das ehemalige Betriebsbüro (18), heute für Schulungszwecke genutzt, das in mehreren Stufen zwischen 1949 und 1967 errichtet wurde und im Inneren ein interessantes Treppenhaus enthält, das über eine hohe Laterne seine Belichtung erfährt. Außerdem sind Treppenhäuser und Flure mit kleinformatigen quadratischen Fliesen in changierenden Grautönen verkleidet. Sie sind typisch für die Zeit um 1960, inzwischen im Original selten geworden. Daneben ist die ehemalige Modellschlosserei (16b) als ältestes Gebäude der Anlage von besonderem Wert. Wohl um 1895 entstanden, hat sie die Bombardierungen des Zweiten Weltkrieges als einziges großes Gebäude unbeschadet überdauert. In seiner Gestaltung unterscheidet sich das Gebäude aufgrund seiner frühen Entstehung erheblich von den übrigen Bauten. Es ist zweieinhalbgeschossig aus gelben Ziegeln errichtet und mit einem flachen Satteldach überspannt. In der Horizontalen durch zwei Gesimse gegliedert, sind die hohen Stichbogenfenster des 1. Obergeschosses und des Mezzaningeschosses durch eine Einfassung aus rotem Mauerwerk betont. Im Inneren wird die Holzbalkendecke des Erdgeschosses von Gusseisenstützen getragen. Das Ober- und das Halbgeschoss weisen Stützenkonstruktionen aus Holzständern auf. Neben diesen beiden Gebäuden, die in ihrem Wert als Einzeldenkmäler zu betrachten sind, bilden folgende weitere Gebäude das Ensemble, das im Wesentlichen in seinem äußeren Erscheinungsbild gewahrt werden soll: Schleiferei und Magazin (12), Werkstättengebäude II (13) mit Kanal, Emaillierwerk (14), Beizerei (15), Gießerei (16) mit Sandaufbereitung (16a) und Personalraum (16c), Maschinenbau (17), Wiegehaus (19). Bemerkenswerte Details an den Gebäuden sind noch: – bei Schleiferei und Magazin die Treppenhäuser mit den verglaster Dachlaternen zur Belichtung sowie die historische Inschrift „Franksche Eisenwerke AG / Adolfshütte gegr. 1906“. – beim Werkstättengebäude II ebenfalls das Treppenhaus mit verglaster Dachlaterne sowie der verglaste Brückenbau – in der Gießerei die Turbine I von 1919 und die Turbine II von 1909 Von historischer Bedeutung ist auch noch die alte Stützmauer zum Hüttenberg, die als einziges Bauwerk der Adolfshütte in die vorindustrielle Epoche des 18. Jahrhunderts zurückreichen dürfte. In den Hang der Hüttenberges wurden in den 1930er-Jahren Stollen für den Luftschutz getrieben, die heute noch vorhanden sind. Die genannten Gebäude der Adolfshütte bilden ein Ensemble im Geist des Bauhauses wie es in Hessen weitgehend einmalig ist. Neben den beiden als Einzeldenkmäler ausgewiesenen Gebäuden, deren Innenausbau beachtenswert ist, und den genannten Details, ist das Gebäudeensemble aus orts- und baugeschichtlichen sowie künstlerischen Gründen im Sinne einer Gesamtanlage gem. § 2.2.1 Hess. Denkmalschutzgesetz zu behandeln. Kulturdenkmal aus geschichtlichen und künstlerischen Gründen. | 1930 bis 1980        | 133294 DDB |
| weitere Bilder | Viadukt             | Eisenbahn, Unter der Brücke, Schelderhütte, In der Lache, Der Scheldebach LageFlur: 7, 8, Flurstück: 102/1, 113/3, 27/5, 94/1, 95/1–4, 96/36, 96/4, 59/2              | Eindrucksvoll in die Landschaft eingebetteter mehrbogiger Viadukt der Eisenbahnlinie des Scheide-Tales, die zu Beginn des letzten Viertels des 19. Jh. für den Güterverkehr errichtet wurde (Erschließung der zahlreichen Gruben im Schelder-Wald). Der Viadukt ist geschichtlich und mit seiner Werksteinverkleidung, Details wie den Pfeilervorlagen auch künstlerisch bedeutend. Kulturdenkmal aus geschichtlichen und künstlerischen Gründen. | Ende 19. Jahrhundert | 132671 DDB |
| weitere Bilder | Ehemaliges Jagdhaus | Forsthaus Neuhaus 1, Neuhaus LageFlur: 14, Flurstück: 30, 37/1 | Ehem. Jagdhaus „Neues Haus“, auf einem Bergvorsprung über der Einmündung des Donsbaches in den Amdorfbach gelegen. 1640 von Graf Ludwig Heinrich von Nassau-Dillenburg erbaut. Dreigeschossiger verschieferter Fachwerkbau, dessen Erdgeschoss von offenen Lauben umgeben ist. Im Inneren ein durch beide Obergeschosse gehender Saal mit reicher Stuckdecke. Kulturdenkmal aus geschichtlichen Gründen. | 1640                 | 132673 DDB |
| |                     | Hauptstraße 43/45 LageFlur: 9, Flurstück: 97, 528/98 | In einer kleinen Seitengasse der Hauptstraße gelegener Fachwerkbau der Zeit um 1700. Im Obergeschoss der Traufseite eine eindrucksvolle Reihung aussteifender Mannfiguren in sehr kräftigen Hölzern. Der profilierte Geschoßversatz mit Füllhölzern und geschupptem Stab. Kulturdenkmal aus geschichtlichen Gründen. | 1695 bis 1705        | 132669 DDB |
| Evangelische Kirche Niederscheld                                                                                           | Evangelische Kirche | Neugasse 1 LageFlur: 9, Flurstück: 527/1 | Im Kern mittelalterlicher Saalbau. Im Nordosten der massige Chorturm, dessen gestaffelter Haubenhelm auf den Wiederaufbau der Kirche 1762 nach einem vorangegangenen Brand zurückgeht. Das Dach des sich in gleicher Breite anschließenden Schiffes wurde 1802 errichtet. Der Übergang vom Chor zum Schiff ist auf beiden Seiten durch Strebepfeiler verstärkt. Der untere Teil des Schiffes ist mittelalterlich, auf den beiden Längsseiten befindet sich jeweils ein kleines vermauertes, rundbogiges Fenster. Im Inneren dreiseitige, zweigeschossige Empore auf Holzsäulen. Die untere Empore und auch die Orgelempore wurden 1762 errichtet, während die obere Empore zusammen mit dem neuen Dachstuhl 1802 errichtet worden ist. Unter der Orgelempore befindet sich der Kanzelkorb mit Schalldeckel, der aus der Kapelle des Jagdhauses Ludwigsbrunnen (sog. „Altes Haus“) stammen soll. Kulturdenkmal aus geschichtlichen, künstlerischen und städtebaulichen Gründen. | 1762                 | 132681 DDB |
| |                     | Neugasse 28, 26, 24 LageFlur: 9, Flurstück: 283, 284, 285, 287 | Innerhalb einer städtebaulich eindrucksvollen geschlossenen Baugruppe unmittelbar an der Scheide ein giebelständiger Fachwerkbau mit kleinem Krüppelwalm aus dem letzten Viertel des 19. Jh. mit für diese Zeit charakteristischen Elementen wie den geschosshohen Andreaskreuzen. Kulturdenkmal aus geschichtlichen und städtebaulichen Gründen. | Ende 19. Jahrhundert | 132670 DDB |
| Direktorenvilla | Direktorenvilla     | Schelderhütte 4 LageFlur: 7, Flurstück: 122/7 | Ehemalige Direktorenvilla der Schelder-Hütte, letztes Viertel des 19. Jh., unmittelbar an der Schelde gelegen. Auf dem ehem. Werksgelände befinden sich noch weitere durchaus erhaltenswerte Bauten wie Werkstattgebäude oder ein Schlafhaus. Die Direktorenvilla, ein bescheidener, aber doch auch herrschaftlicher Bau mit Mittelrisalit und Dreiecksgiebel zur Straße und ehemals großem Gartengelände zur Schelde. Kulturdenkmal aus geschichtlichen Gründen. | 1865 bis 1915        | 132672 DDB |

### Oberscheld
| Bild                                                                                  | Bezeichnung         | Lage                                                                                                   | Beschreibung | Bauzeit                | Objekt-Nr. |
| ------------------------------------------------------------------------------------- | ------------------- | --- | --- | ---------------------- | ---------- |
| An der Einmündung der Brunnenstraße in die Hauptstraße gelegener Fachwerkbau.         |                     | Brunnenstraße 2, Schelde-Lahn-Straße 30a LageFlur: 57, Flurstück: 156/1, 157/1                         | An der Einmündung der Brunnenstraße in die Hauptstraße gelegener Fachwerkbau. Am westlichen Gebäudeteil ein bemerkenswerter Geschossversatz mit weit vorkragenden Balkenenden, profilierter Schwelle und Rähm mit Zahnschnitt, die den Bau dem 17. Jh. zugehörig ausweisen. Kulturdenkmal aus geschichtlichen und städtebaulichen Gründen. | 1700                   | 132675 DDB |
|                                                                                       |                     | Brunnenstraße 36 LageFlur: 56, Flurstück: 123, 124                                                     | Fachwerkbau der Zeit um 1700, der sich auszeichnet durch die Ungestörtheit des Gefüges im Obergeschoss und Detailformen wie die Eckständer mit Pilaster, Feuerböcke, Flachschnitzereien, die Profilierung der Dachbalken oder die beiden rundbogigen Öffnungen im Giebel. Kulturdenkmal aus geschichtlichen und künstlerischen Gründen. | 1695 bis 1705          | 132674 DDB |
| Die Grube Ypsilanta in Oberscheld                                                     | Mundlöcher          | Handstein 2/4, Klingelbach, Grube Auguststollen LageFlur: 49, 50, 25, Flurstück: 6391/2, 25, 26/1, 3/1 | Auf der Ober-Schelder Gemarkung sind zumindest vier Mundlöcher erhalten, die als bauliche Anlage für die Dokumentation des Bergbaus im Schelder-Wald geschichtlich bedeutsam sind. Es sind dies nordöstlich von Ober-Scheld die Mundlöcher des Burger Stollens, der Grube Auguststollen (1894 datiert), und der Grube Ypsilanta (1902 datiert), so wie südöstlich von Ober-Scheld die des Georg-Stollens und des Arnold-Stollens (s. Übersichtskarte Stadt Dillenburg M 1:50000). Kulturdenkmal aus geschichtlichen Gründen. | 1894 bzw. 1902         | 132685 DDB |
| weitere Bilder                                                                        | Evangelische Kirche | Kirchstraße o. Nr. LageFlur: 57, Flurstück: 34                                                         | Kleiner Saalbau von 1692. Das Erdgeschoss in Bruchstein, Obergeschoss in Fachwerk. Das Dach mit Krüppelwalm, im Westen am Ende des Krüppelwalms ein hoher Haubendachreiter mit Laterne. Im Inneren eine sehr schöne Ausstattung der Entstehungszeit: rundumlaufende Emporen mit profilierten Gesimsen auf geschwungenen Holzsäulen mit ionischen Kapitellen. Die beiden westlichen Säulen werden auf der Empore weitergeführt bis zur Decke und dienen der Unterstützung des Dachreiters. Im Osten sind Altar, Kanzel und Orgel hinter- bzw. übereinander angeordnet. An der Decke ein Stuckrelief mit Pelikan. Kulturdenkmal aus geschichtlichen und künstlerischen Gründen. | 1692                   | 132678 DDB |
| Ein Fachwerkeinhaus aus der ersten Hälfte des 18. Jh.                                 |                     | Kirchstraße 16 LageFlur: 57, Flurstück: 28/2                                                           | Fachwerkeinhaus aus der ersten Hälfte des 18. Jh. Die ursprüngliche Aufteilung zwischen Wohnbereich, Scheune und Stall ist erhalten. Am verkleideten Wohnbereich ist in Analogie zur Scheune ein vorzügliches, weitgehend ungestörtes Sichtfachwerk mit Schmuckformen wie Gefachauszier und Schnitzereien zu erwarten. Kulturdenkmal aus geschichtlichen Gründen. | Anfang 18. Jahrhundert | 132676 DDB |
| Ein Fachwerkeinhaus aus der ersten Hälfte des 18. Jh. mit einer jüngeren Erweiterung. |                     | Kirchstraße 19 LageFlur: 57, Flurstück: 32/1                                                           | Fachwerkeinhaus aus der ersten Hälfte des 18. Jh. mit einer jüngeren Erweiterung. An den Kirchhof angrenzend, bildet der Bau ein eindrucksvolles Ensemble mit der evangelischen Kirche. Er hebt sich durch die Ungestörtheit seines Gefüges hervor und belegt die regionale Tradition des Einhauses. Kulturdenkmal aus geschichtlichen, künstlerischen und städtebaulichen Gründen. | Ende 18. Jahrhundert   | 132677 DDB |
|                                                                                       |                     | Kirchstraße 29/30 LageFlur: 57, Flurstück: 49/1, 50                                                    | Zweigeschossiges traufständiges Fachwerkgebäude über massivem Sockelgeschoss, im Kern aus der Zeit um 1700. Bemerkenswert sind die reichen Schnitzereien in Ständern und Streben mit Weinrankenmotiven. Kulturdenkmal aus geschichtlichen Gründen. | 1695 bis 1705          | 132679     |
|                                                                                       |                     | Nickelsgrund 3 LageFlur: 53, Flurstück: 44/4                                                           | Freistehender, repräsentativer Wohnsitz, dessen Entstehung im Zusammenhang mit dem Ober-Schelder-Hochofenwerk zu sehen ist. Zwei Geschosse über bossiertem Sockel, hohes Walmdach mit Segmentgiebelgauben. Die Ansicht von Westen streng gegliedert, die Eingangsseite mit einem Gebäudevorsprung und der überdachten Treppe aufgelöster. Der ins zweite Jahrzehnt des 20. Jh. zu datierende Bau ist Kulturdenkmal aufgrund seiner geschichtlichen Bedeutung. Kulturdenkmal aus geschichtlichen Gründen. | 1945 bis 1955          | 132680 DDB |
|                                                                                       |                     | Schelde-Lahn-Straße 1 LageFlur: 53, Flurstück: 105/5                                                   | Südwestlich des Ortskerns im Scheide-Tal gelegener Industriebau der Elektrizitäts-Anstalt Mittelhessen (EAM), der sich durch die künstlerische Qualität des in seiner horizontalen Erstreckung betonten Baukörpers hervorhebt. Der Bau ist in die 1920er Jahre zu datieren und Kulturdenkmal aufgrund seiner künstlerischen und geschichtlichen Bedeutung. Nach Osten schloss sich ein weiterer Bau an, der 1992 abgebrochen und 1993 durch einen Neubau auf alten Fundamenten ersetzt wurde. Kulturdenkmal aus geschichtlichen und künstlerischen Gründen. | 1920 bis 1930          | 132684 DDB |
|                                                                                       |                     | Schelde-Lahn-Straße 34/36 LageFlur: 57, Flurstück: 164/1, 165                                          | Giebelständiger zweigeschossiger Fachwerkbau um 1700, gegenüber der evangelischen Kirche in herausgehobener Lage. Neben dem ungestörten Gefüge der Giebelseite im Obergeschoss und Dachgeschoss und der Traufseite mit einem schönen Schalgesims sind die Eckständer mit Pfeilern und die floralen Schnitzereien an Streben und Ständern hervorzuheben. Kulturdenkmal aus geschichtlichen und städtebaulichen Gründen. | 1695 bis 1705          | 132683 DDB |
|                                                                                       |                     | Untere Mühlseite 1a LageFlur: 53, Flurstück: 63/5                                                      | Freistehender eingeschossiger Bau über bossiertem Basaltsteinsockel mit Mansarddach. Das Dach mit in strengem Rhythmus angeordneten Gauben. Zum Scheldetal ein Risalit mit antikisieren den Pfeilern und bekrönendem Dreiecksgiebel. Bemerkenswert der Eingang mit zwei sich verjüngenden Säulen mit gestaffelten Schaftringen als Kapitell. Der mit seinen klassizistischen Zügen um 1910 zu datierende Bau ist Kulturdenkmal aufgrund seiner künstlerischen und geschichtlichen Bedeutung. Kulturdenkmal aus geschichtlichen und künstlerischen Gründen. | 1905 bis 1915          | 132682 DDB |